# José María Pino Suárez
José María Pino Suárez (Tenosique, Tabasco; 8 de septiembre de 1869-Ciudad de México, 22 de febrero de 1913) fue un político, abogado, escritor y periodista mexicano que fue una figura clave de la Revolución mexicana y vicepresidente de México entre 1911 y su asesinato en 1913, durante los eventos conocidos como la Decena Trágica.Junto con el presidente Francisco I. Madero, Pino Suárez es considerado como un personaje importante en la evolución de la democracia y los derechos sociales en México.
Nació en el seno de una distinguida familia originaria de la península de Yucatán, siendo bisnieto de Pedro Sainz de Baranda, gobernador de Yucatán, industrial y comandante naval durante la Guerra de Independencia de México, considerado como el padre de la Armada Mexicana. Fue educado en el Colegio de San Ildefonso en Mérida y obtuvo la Licenciatura en Derecho por la Escuela de Jurisprudencia del Instituto Literario de Yucatán en 1894. Posteriormente, estableció una firma de abogados en la Ciudad de México en sociedad con Joaquín Casasús y se involucró en diversos negocios junto a su suegro, Raymundo Cámara Luján.
En 1904, fundó El Peninsular, un periódico que dio voz a una nueva generación de intelectuales liberales opuestos a Olegario Molina, un poderoso cacique porfirista. El Peninsular rápidamente ganó lectores y anunciantes, destacando por su uso de tecnología moderna de impresión, cobertura de noticias nacionales e internacionales y su equipo editorial que incluía a prominentes intelectuales yucatecos, como Serapio Rendón y Antonio Ancona, entre otros. Pino Suárez fue autor de una serie de artículos de investigación periodística que sacaron a la luz la explotación de los indígenas mayas y yaquis, quienes habían sido reducidos ilegalmente a condiciones de esclavitud en algunas haciendas henequeneras. Esto provocó la ira de algunos sectores de la oligarquía yucateca, que utilizaron su poder político y económico para amenazar la existencia del periódico. La defensa de la libertad de expresión frente a la censura gubernamental llevó a Pino Suárez a adentrarse en la carrera política.
Como partidario de Francisco I. Madero, compartió su lucha por democratizar el país. Conforme la popularidad de Madero crecía, Porfirio Díaz, el dictador, decidió encarcelarlo bajo cargos de sedición. Tras fugarse de prisión, Madero emitió el Plan de San Luis, que declaraba las elecciones federales de 1910 fraudulentas y exigía diversas reformas políticas y sociales, incluyendo el establecimiento de instituciones democráticas, la prohibición a la reelección presidencial, la reforma agraria y el establecimiento de una jornada laboral de ocho horas entre otras. Este plan se convirtió en un punto de referencia para los opositores a la dictadura y condujo al desenlace de la Revolución mexicana. Pino Suárez organizó la causa revolucionaria en el sureste de México y, amenazado con prisión y obligado a exiliarse, se unió a Madero en San Antonio, Texas. Allí, Madero estableció un gobierno provisional y nombró a Pino Suárez como secretario de justicia. Después de una importante victoria militar para la causa revolucionaria, Pino Suárez participó en las negociaciones que culminaron en la firma de los Tratados de Ciudad Juárez (1911), que marcaron el fin de la dictadura porfirista después de tres décadas en el poder. 
Tras el triunfo de la Revolución, Pino Suárez fue nombrado gobernador interino por el congreso de Yucatán, pero su nombramiento fue recibido con violentas protestas por los seguidores de Delio Moreno Cantón, un político populista con estrechos lazos con el viejo régimen que contaba con fuerte apoyo entre las clases populares. En una reñida contienda electoral, Pino Suárez logró ganar el apoyo de la mayoría de las familias de la élite económica del estado y resultó electo gobernador constitucional de Yucatán con un ajustado margen. Poco después, solicitó licencia de su cargo para asumir la vicepresidencia y el congreso estatal designó a Nicolás Cámara Vales, su cuñado, como su sucesor en la gubernatura.
Las elecciones presidenciales de 1911 fueron calificadas como pacíficas, limpias y democráticas, marcando un hito importante en la historia del país. En esos comicios, Francisco I. Madero fue elegido presidente y José María Pino Suárez como vicepresidente, conformando así el que se considera el primer gobierno elegido democráticamente en México. Pino Suárez asumió un papel destacado como secretario de Instrucción Pública en febrero de 1912, y su principal objetivo fue llevar a cabo una reforma educativa integral que alcanzara a toda la población. Consciente del bajo índice de alfabetización en el país, enfocó sus esfuerzos en hacer la instrucción pública accesible más allá de los círculos de élite, abogando por una educación popular. Además, buscó promover una transición ideológica en la educación, pasando del positivismo al humanismo, una filosofía que favorecía Madero. Se enfrentó a la oposición de los Científicos, un grupo que tenía el control de la Escuela Nacional de Jurisprudencia y que resistía las reformas educativas del gobierno maderista. Esta situación llevó a la fundación de la Escuela Libre de Derecho, que se estableció en abierta oposición a Pino Suárez. A pesar de ello, Pino Suárez autorizó que esta institución operara de manera autónoma al gobierno.
Dentro del gobierno, Pino Suárez lideró al bloque renovador, una facción liberal del maderismo que abogaba por políticas públicas orientadas hacia el liberalismo social y las reformas progresistas prometidas en el Plan de San Luis. Aunque contaba con una mayoría parlamentaria, se enfrentó a una bien organizada oposición que incluía a antiguos porfiristas. A pesar de los desafíos, políticos del bloque renovador tuvieron un papel destacado en la elaboración de la Constitución Política de 1917, que se destaca por ser la primera constitución del mundo en incluir amplias garantías y protecciones sociales y económicas, como disposiciones sobre el trabajo, la reforma agraria y la dimensión social del derecho de propiedad.
El gobierno reformista de Madero fue considerado demasiado progresista por algunos y no lo suficientemente radical por otros. Tuvo que enfrentarse a varias rebeliones encabezadas por diferentes bandos revolucionarios y contrarrevolucionarios hasta que fue derrocado por un golpe militar en febrero de 1913. Posteriormente, Madero y Pino Suárez fueron asesinados por órdenes del general Victoriano Huerta, el dictador que los reemplazó. En 1969, María Cámara Vales, viuda de Pino Suárez, recibió la Medalla Belisario Domínguez del Senado de la República, reconociendo el sacrificio que la pareja había realizado por el país.

## Biografía (1869 - 1909)

### Nacimiento
Nació en Tenosique, Tabasco, “casi por accidente, su familia era de las más notables de Mérida”. Fue hijo mayor del empresario José María Pino Salvatiel y de Josefa Suárez; ambos padres habían nacido en Mérida. Al poco tiempo de su nacimiento, su madre murió, hecho que fue devastador para el joven.Tenía un hermano menor, Néstor Pino Suárez, quien se desempeñaba como coronel en el ejército y fue herido de muerte en la batalla de 1912, tratando de acabar con la insurrección de Francisco "Chicho" Quintero en Sinaloa.

### Orígenes familiares

Pedro Sáinz de Baranda y Boreiro (1787 - 1845), padre de la Armada de México y bisabuelo de Pino Suárez

Pino Suárez provino de una familia connotada en la península de Yucatán. Su bisabuelo fue Pedro Sainz de Baranda y Borreiro, un marino, industrial y político novohispano nacido en San Francisco de Campeche instruido en la Armada Española que participó en la batalla de Trafalgar, sirviendo en el buque Santa Ana en el enfrentamiento contra el buque insignia británico del almirante Cuthbert Collingwood, el HMS Royal Sovereign. Posteriormente, fue diputado constituyente en las Cortes de Cádiz que redactaron la Constitución española de 1812, de corte marcadamente liberal. Al regresar a México, participó en la guerra por la independencia; en estos años, Sainz de Baranda jugó un papel importante en la creación de la marina del México independiente por lo cual algunos lo consideran el padre de la Armada Mexicana. Bajo su mando, la incipiente armada efectuó un bloqueo naval del puerto de Veracruz, logrando así la captura del fuerte de San Juan de Ulúa, el último remanente del territorio mexicano aún en manos españolas. Brevemente, se desempeñó como gobernador de Yucatán y, en 1833, fundó Aurora Yucateca, la primera fábrica textil del país en utilizar máquinas de vapor, introduciendo así la Revolución Industrial al país; no fue hasta 1854 que Gregorio Zambrano fundó otra fábrica textil en Monterrey.

Hijos de Pedro Sainz de Baranda y por tanto tíos abuelos de José María Pino Suárez, fueron los campechanos, Joaquín y Pedro. El primero, abogado, político, escritor e historiador mexicano que se desempeñó como presidente de la Suprema Corte de Justicia de la Nación, gobernador de Campeche, senador y secretario de Justicia e Instrucción Pública (1882-1901) de los presidentes Porfirio Díaz y Manuel González. Durante casi dos décadas en el gabinete presidencial, fue responsable de fundar instituciones como la Procuraduría General de la República o la Escuela Normal Superior. Habiendo sido uno de los asesores más poderosos de Porfirio Díaz, la rivalidad de Baranda con José Yves Limantour, el influyente secretario de Hacienda, le costó a uno su cartera ministerial y al otro su candidatura a la presidencia de la República. El general Pedro Baranda y Quijano, fue diputado constituyente en 1857, e impulsó la creación de los estados de Campeche y Morelos, siendo el primer gobernador de este último. El historiador Terry Regeley ha señalado que el poder de los hermanos Baranda en el sureste de la República fue tal que por muchos años la capital estatal de Campeche llevó su nombre:
“[Pedro Baranda] provenía de los escalones más altos de la elite política del sureste.. de una familia radicada en Campeche, activa durante mucho tiempo en asuntos civiles y militares. Su padre, Pedro Sáinz de Baranda, [...] había abanderado un independentismo socialmente conservador, gaditano; poco tiempo después, fundó la famosa fábrica de algodón Aurora Yucateca en Valladolid, un audaz experimento de revolución industrial […] El mismo Pedro había luchado […] para crear el estado de Campeche, luego luchó contra los intervencionistas en Tabasco. Ascendido al rango de general por Juárez, también se desempeñó como primer gobernador del estado de Morelos y luego como senador por su estado natal. El honorífico “Campeche de Baranda” conmemora su papel allí, mientras una enorme estatua de su padre don Pedro, espada en mano, saluda al motorista moderno en el malecón de la ciudad.
También tío de Pino Suárez, fue Joaquín Casasús, abogado y economista que fue embajador de México en los Estados Unidos y logró obtener el fallo favorable a México en el juicio arbitral con los Estados Unidos en el Caso del Chamizal.
Finalmente, fue primo hermano de los militares revolucionarios José Eusebio y Luis Felipe Domínguez Suárez; este último fue dos veces gobernador de Tabasco.

### Estudios
Poco después del nacimiento de José María murió su madre. Su padre, un ocupado hombre de negocios encargó su educación a un tutor privado. Al llegar Pino Suárez a la adolescencia, se decidió que realizara sus estudios en Mérida. Ahí vivió en la casa de un amigo cercano de su padre, Raúl Carrancá, cónsul de España en Mérida y padre de los hermanos Camilo y Raúl Carrancá Trujillo, que se convertirían en reconocidos juristas.
Ingresó al Colegio de San Ildefonso, un instituto de inspiración jesuita que llevaba un plan de estudios basado en el de los liceos en Francia. Pino Suárez terminó sus cursos hablando francés e inglés con fluidez. Durante su tiempo en el colegio, entabló una estrecha amistad con Norberto Rodríguez que era rector de San Ildefonso y sería arzobispo de Yucatán.  
Continuó su estudios en la Escuela de Jurisprudencia del Instituto Literario de Yucatán, obteniendo el título de Licenciado en derecho en 1894.

### Matrimonio y descendencia

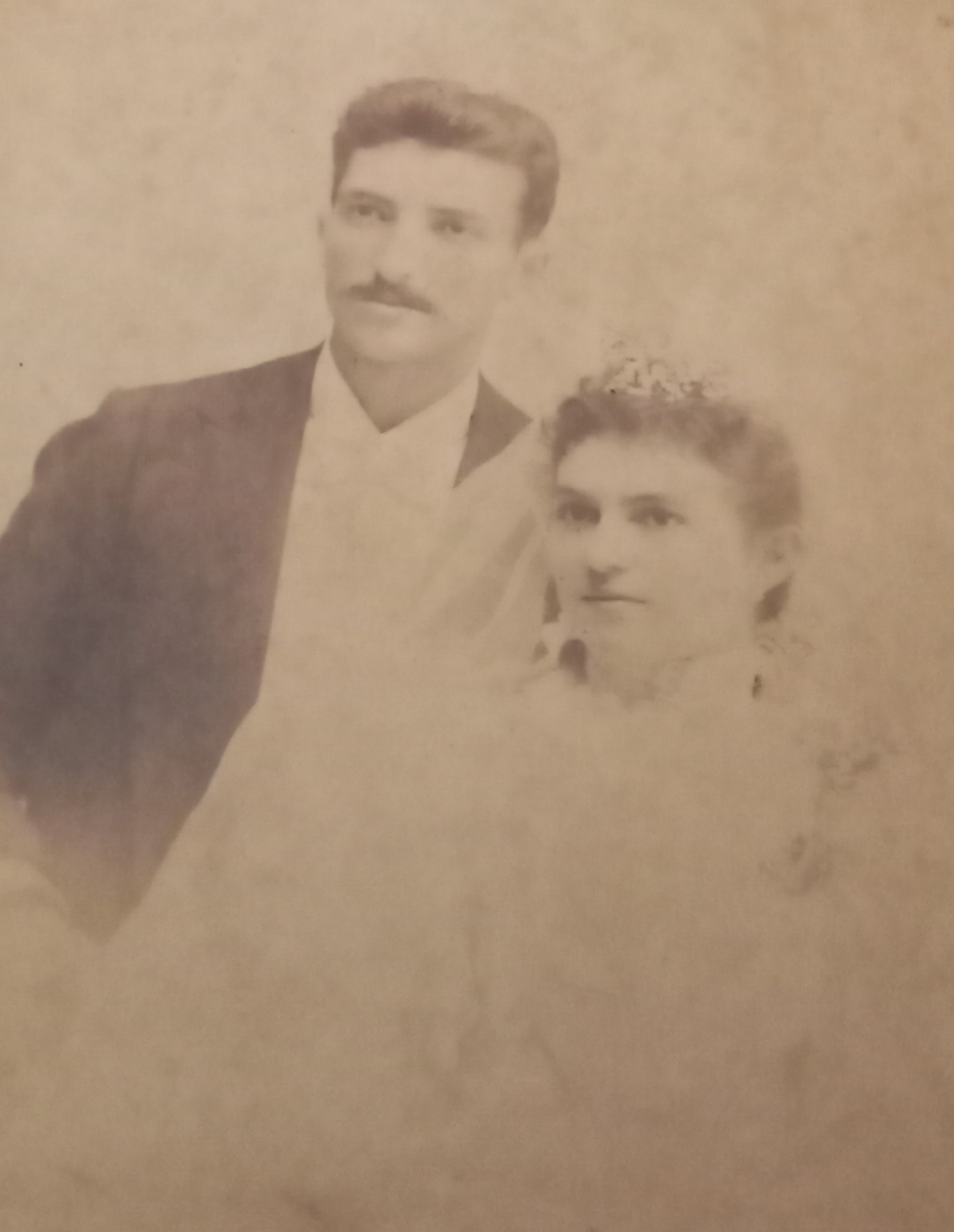
José María Pino Suárez y María Cámara Vales el día de su matrimonio en septiembre de 1896

En septiembre de 1896, se casó con María Cámara Vales, hija de Carmen Vales Castillo y Raymundo Cámara Luján, acaudalado banquero, empresario, hacendado y jefe de la aristocrática familia de la Cámara. Su tío político fue Agustín Vales Castillo, industrial y banquero que fue jefe político de Mérida en albores del siglo XX. Dos de los cuñados de Pino Suárez fueron notables políticos maderistas: Alfredo y Nicolás Cámara Vales que se desempeñaron, respectivamente, cómo gobernador de Quintana Roo y de Yucatán.
El matrimonio Pino Cámara procreó seis hijos: María, Alfredo, José, Aída, Hortensia y Cordelia. Al morir en febrero de 1913, a los 43 años de edad, la mayor de sus hijas era una adolescente de 14 años mientras que la menor no había cumplido su primer año.
Sus dos hijos varones siguieron los pasos de su padre, destacándose en la profesión jurídica. Alfredo Pino Cámara, fue ministro de la Suprema Corte de Justicia de la Nación, y es recordado por haber instruido el proceso penal en contra de Tina Modotti, la célebre actriz y fotógrafa italiana acusada del homicidio doloso de Julio Antonio Mella, uno de los fundadores del Partido Comunista Cubano. También fue un prominente empresario en el sector ganadero, siendo propietario de la Hacienda de la Asunción en el Estado de México y llegando a ser presidente de la Asociación de Ganaderos.
Varias de sus hijas se casaron con descendientes de conocidas familias empresariales yucatecas. María, su primogénita, se casó en primeras nupcias con Fernando Ponce Alonzo, nieto de José María Ponce Solís y miembro de la familia Ponce, propietarios de la Cervecería Yucateca. En segundas nupcias, se casó con José González Sada, empresario regiomontano que era primo hermano del presidente Francisco I. Madero y de Eugenio Garza Sada, presidente de la Cervecería Cuahtemoc Moctezuma y fundador del Tecnológico de Monterrey. Similarmente, Cordelia Pino Cámara se casó con Patricio Escalante Guerra, nieto de Eusebio Escalante, hacendado y empresario responsable de desarrollar la industria henequenera en Yucatán, y sobrino nieto de Carlos Peón Machado, gobernador de Yucatán entre 1894 y 1897.
Su nieto, Ismael Moreno Pino, fue un distinguido jurista y diplomático que fue subsecretario de Relaciones Exteriores y embajador eminente de México, representando a su país en Alemania, Países Bajos, Chile, la Organización de Estados Americanos en Washington, D.C. y las Naciones Unidas en Nueva York y Ginebra, Suiza.También jugó un papel prominente en las negociaciones que culminaron con la firma del Tratado de Tlatelolco que prohibió la proliferación de las Armas Nucleares en América Latina y el Caribe.

### Comienzos de su carrera (1894 - 1909)

#### Abogado y empresario

Pino Suárez se asoció con su tío, Joaquín Casasús, para montar un despacho de abogados en la Ciudad de México. Casasús, un distinguido jurista y economista, fue integrante del grupo de Los Científicos, asesores tecnócratas del presidente Díaz.

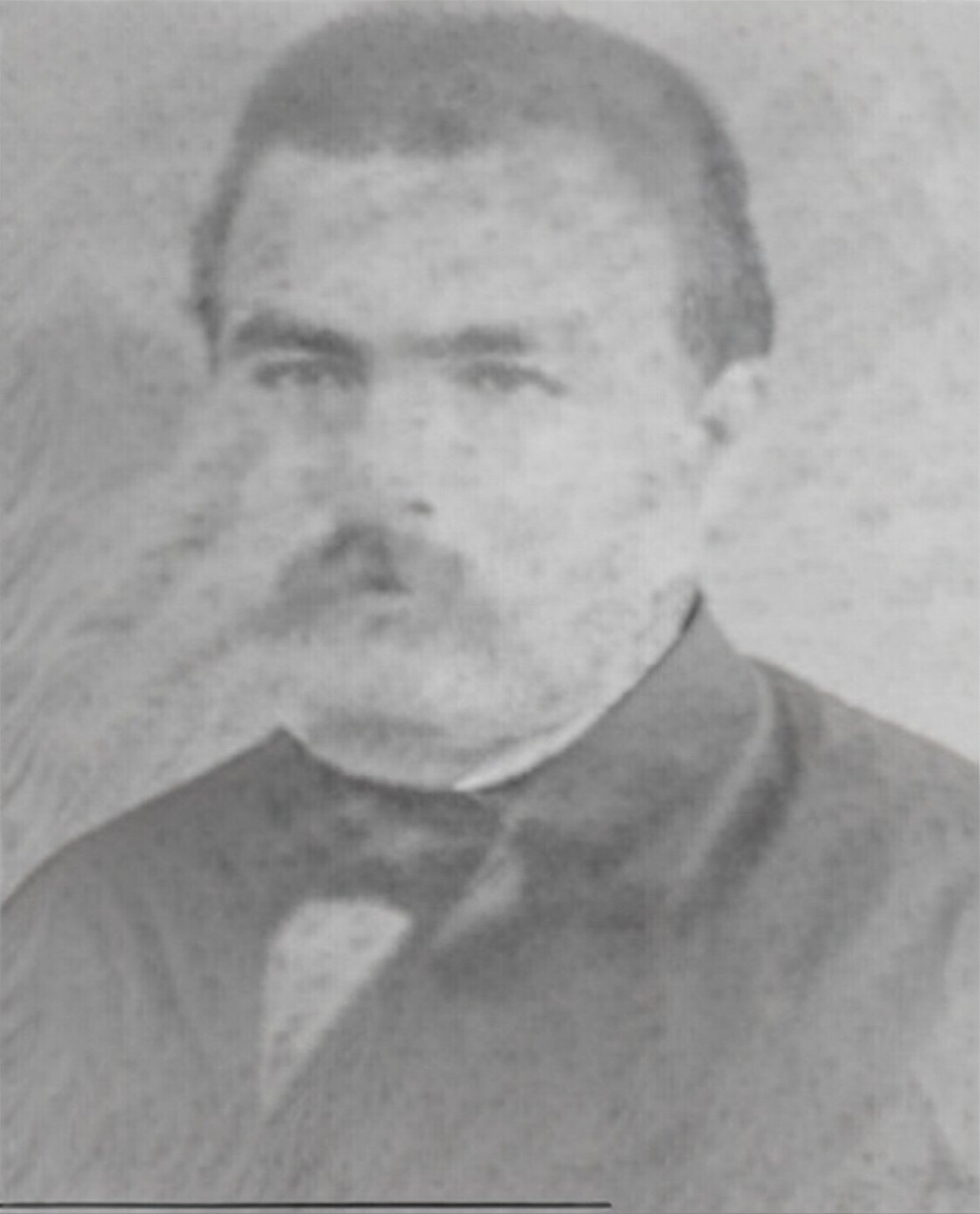
Raymundo Cámara, cuyo distanciamiento del porfiriato, seguramente influenció a Pino Suárez, su yerno.

Entre 1894 y 1896, ejerce como abogado postulante en Mérida. En 1896, recién casado, se mudó a la Ciudad de México, donde estableció un despacho de abogados en colaboración con su pariente, Joaquín Casasús, un destacado abogado que tenía amplias conexiones con los Científicos, un influyente grupo de tecnócratas que asesoraban al presidente Díaz.
Hacia 1899, regresó a Mérida y comenzó actividades comerciales en sociedad con su suegro, Raymundo Cámara Luján, un empresario con estrechos vínculos con la oligarquía yucateca, conocida como la casta divina. En esa época, la casa exportadora liderada por Cámara Luján y José María Ponce Solís exportaba aproximadamente 13 millones de kilogramos de henequen anualmente al mercado de los Estados Unidos, lo que equivalía a unas 28.6 millones de libras. El precio del henequén en ese momento era de $9.48 dólares estadounidenses por libra, generando ingresos significativos, alrededor de $272 millones de dólares en 1900. Ajustados por la inflación, estos ingresos de 1900 equivaldrían a aproximadamente $9.9 mil millones de USD en términos de 2023.
A diferencia de otros empresarios yucatecos, Cámara Luján se centró en la exportación del henequén en lugar de su producción, ya que encontró que este negocio era más rentable. Además, diversificó sus intereses empresariales para abarcar diversos sectores, incluyendo ferrocarriles, banca y cervecería. Junto con Eusebio Escalante, fue socio de la Compañía Agrícola del Cuyo y Anexas, S.A, que se dedicaba a la explotación de diversas materias primas como el chicle, caña de azúcar, tabaco, cacao, algodón, plátano, vainilla y varios recursos forestales en lo que hoy en día es Quintana Roo. El palo de tinte y el chicle se destinaban para exportación al mercado estadounidense y europeo.
A finales del siglo XIX, el auge henequenero había convertido a Mérida en la ciudad con más millonarios per cápita en el mundo; entre 1870 y 1920, el henequén comprendía el 20 % de las exportaciones totales de México, convirtiéndolo en el segundo producto exportable mexicano más importante después de los metales preciosos. Gran parte de esta riqueza se había concentrado en las manos de un reducido número de familias yucatecas de origen criollo. La rivalidad entre diversos grupos empresariales se intensificó en la primera década del siglo XX. Por un lado estaban Eusebio Escalante, José María Ponce Solís, Carlos Peón y el propio Cámara Luján, que representaban un grupo de capitalistas “compuesto por las tradicionales familias latifundistas, encomenderas y estancieras, cuyo prestigio venía desde la época virreinal y que demostraron una misteriosa habilidad para adaptarse al cambiante orden económico.”  Por otro lado, se encontraba Olegario Molina, cuya fortuna era recientemente acumulada. Molina tenía la intención de utilizar el poder político y económico que había obtenido como gobernador de Yucatán y luego como secretario de Comercio e Industria en el gabinete del presidente Díaz para establecer un lucrativo monopolio en la industria del henequén. En 1902, firmó un pacto secreto con dos prominentes estadounidenses: John Pierpont Morgan de JP Morgan y Cyrus McCormick de la International Harvester. Este acuerdo tenía como objetivo reducir los precios del henequén y llevar a su competencia a la quiebra. Como resultado del acuerdo secreto entre McCormick y Molina, el precio del henequén cayó desde fluctuar en el mercado a alrededor de $9.48 dólares por libra a una tarifa fija de solo 8 centavos de dólar por libra.
Después del pánico financiero de 1907, Escalante, quien encabezaba una de las principales casas exportadoras de henequén, declaró a esta en concurso mercantil. Escalante había sido socio de Cámara Luján en varias empresas en distintos sectores económicos, aunque no en la industria del henequén. La quiebra de la casa exportadora de los Escalante sorprendió a toda la sociedad de Mérida, así como a los círculos financieros de la Ciudad de México, París y Nueva York. En esta última ciudad, a causa de los sucesos en Yucatán, también quebró Thebaud Brothers, uno de los principales bancos de inversión de Wall Street que había financiado a la familia Escalante por dos generaciones. Muchos empresarios y personas adineradas perdieron importantes sumas de capital, mientras que Olegario Molina incrementaba sus utilidades: "pocas veces en la historia un negocio se ha beneficiado tanto de la desgracia de otro. La caída de la casa exportadora de los Escalante aseguró el dominio de Molina sobre los sectores clave de la economía regional." Ante esta situación, varios empresarios tradicionales, entre ellos Cámara Luján, se distanciaron de Molina y del gobierno de Porfirio Díaz, que lo apoyaba. Estos sucesos seguramente influenciarían al joven abogado.

#### Escritor
En su tiempo libre, Pino Suárez se dedicó a la poesía, llegando a publicar dos volúmenes de su obra: Melancolias (1896) y Procelarias (1903). También escribió el prólogo de Memorias de un alférez, escrito por su amigo cercano, Eligio Ancona (1904). Poco antes de morir, le escribió a su amigo, Serapio Rendón, pidiéndole que rescatara un tercer volumen que estaba preparando que se titularía Constelaciones; lamentablemente, este último volumen de poemas jamás se lllegó a publicar:

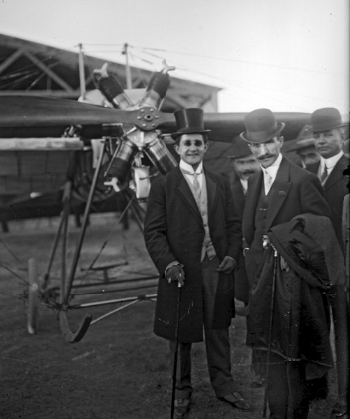
José María Pino Suárez y el periodista Gerald Brandon asistiendo a la semana aérea

Tengo en los cajones de mi mesa algunos manuscritos que en nada se relacionan con la política, pues son esbozos literarios escritos a vuela pluma. Procura conseguirlos del subsecretario, que conoce el número de la llave. Si los obtienes hazme el favor de entregárselos a mi esposa. No quiero que se hagan perdedizos o vayan a ser vistos por ojos profanos. El tomito llamado Constelaciones escrito en papel azul lo hallarás en el fondo del cajón de la derecha, bajo varias cartas de carácter privado.
En 1912, al morir Marcelino Menéndez Pelayo, Pino Suárez recibió una carta de Alejandro Pidal y Mon, director de la Real Academia Española, proponiendole ocupar la silla vacante. Pino Suárez, para ese entonces vicepresidente de la República, rechazó la distinción citando su excesiva carga de trabajo. La silla finalmente fue ocupada por Jacinto Benavente.

#### Fundador del diarioEl Peninsular
Para 1904, Pino Suárez había liquidado su sociedad con su suegro y había decidido reinvertir su capital en la fundación de El Peninsular, periódico desde el cuál criticaría al monopolio encabezado por Olegario Molina. 
El redactor-en-jefe del periódico fue Ignacio Ancona Horruytiner, un amigo cercano de Pino Suárez, que era sobrino de Eligio Ancona, exgobernador de Yucatán. Ambos "eran representantes de la juventud en el grupo liberal y con El Peninsular dieron voz a un sector crítico de la estructura social yucateca; una crítica proveniente de la misma élite política y empresarial local que había quedado al margen del gobierno con el ascenso de Olegario Molina. El diario de Pino Suárez y Ancona era vocero de una generación formada por las instituciones “liberales” de Yucatán, educada para manejar el discurso del liberalismo histórico pero que había nacido ya en el período de paz porfiriano, y que no era necesariamente un grupo al que –no obstante su filiación –se le permitiera el ascenso social, económico y político durante la primera década del siglo XX."
Bajo su liderazgo, Pino Suárez reunió a algunas de las mentes más brillantes de la intelectualidad yucateca, que "representaban a una nueva generación entre los liberales," incluyendo a Serapio Rendón, quien luego se desempeñaría como congresista maderista antes de ser brutalmente asesinado por el régimen de Huerta. Otro futuro político que trabajó para el periódico fue Alberto Ancona Albertos, hijo de Eligio Ancona, quien luego sería diputado constituyente en 1917 antes de ser senador y gobernador de Yucatán en la década de 1920. Otros distinguidos periodistas que trabajaron para el periódico incluyeron a Serapio Baqueiro Barrera y Ricardo Mimenza Castillo.

En su lanzamiento, el diario fue muy extioso:

"El Peninsular nació como un diario moderno, capaz de hacer alarde de incorporar continuamente a sus talleres los instrumentos más novedosos en cuanto a tipos, viñetas, clisés, linotipos, rotativas o mesas de composición, así como de su servicio telegráfico, que le permitía contar con noticias nacionales e internacionales con mayor anticipación que sus competidores. Tuvo un tiraje en constante aumento por su cobertura de la península de Yucatán y algunos estados del Golfo de México. En apariencia, venía a un mercado ya cubierto por la oferta de publicaciones. Sin embargo, su dinamismo logró captar la atención de la prensa de la ciudad de México, particularmente de El Mundo y El Imparcial. Como recién llegado, El Peninsular se colocó rápidamente y con éxito en el gusto del público lector y consiguió dictar la agenda periodística de Yucatán. Si como proyecto editorial pretendía ser un modelo de periodismo meramente noticioso, el hecho de haber establecido redacciones en Campeche y en el territorio Quintana Roo, lo colocaban como un intento por lograr la integración regional por medio de la prensa. 

No obstante, pronto se enfrentó a los ataques de la facción molinista: 
Este diario vespertino se destacó –curiosamente– por su servicio de noticias nacionales e internacionales, como fue su reseña de la guerra ruso-japonesa. Durante su primer año de circulación el periódico ganó bastantes lectores y anunciantes importantes. Sin embargo, las denuncias del sistema de explotación de los peones en algunas haciendas henequeneras que aparecieron a partir de febrero de 1905 provocaron el enojo de los propietarios, quienes presionaron para quitarle anuncios y suscriptores hasta el punto de amenazar su estabilidad. En sus esfuerzos por mantener el diario y defender la libertad de expresión frente a dichas presiones, Pino Suárez participó en agosto de ese año en la fundación de la “Asociación de la Prensa Yucateca”, de la que fue vicepresidente. Parece haber sido entonces cuando, al calor de la defensa de su diario, creyó vislumbrar su vocación política."
Desde el diario, Pino Suárez “expresó su abierto y claro repudio al mal trato que recibían los trabajadores de las grandes plantaciones”, principalmente los indígenas mayas y yaquis, así como los obreros asiáticos (principalmente inmigrantes chinos y coreanos) obligados a trabajar como esclavos en las haciendas henequeneras.   

El profesor Timothy J. Henderson describe acertadamente las condiciones a las que se enfrentan estos trabajadores en el siguiente extracto: 
"Para garantizar este último incentivo (mano de obra barata), el gobierno de Díaz prohibió los sindicatos y dio carta blanca a los empleados para que se comportaran tan cruelmente como quisieran. La represión de los trabajadores durante el Porfiriato […] fue notoria. Uno de los relatos más famosos, el acertadamente titulado México bárbaro del periodista John Kenneth Turner, contiene desgarradoras descripciones de indígenas mayas y yaquis obligados a trabajar como esclavos en plantaciones de cáñamo bajo el brutal sol de Yucatán, comenzando su jornada mucho antes del amanecer y terminando mucho después del atardecer. la única comida del día un par de tortillas, una taza de frijoles y un plato de caldo de pescado rancio […] Los capitalistas estadounidenses encontraban el atractivo de la mano de obra barata casi irresistible. El expresidente Ulysses S. Grant, hacia el final de su vida, se dedicó a predicar oportunidades ilimitadas para el capital estadounidense en México, principalmente porque, además de muchos recursos naturales valiosos, México podía proporcionar obreros que fueran "trabajadores, frugales y dispuestos a trabajar por una miseria, si se le brinda la oportunidad'.”
Felipe Carrillo Puerto, el futuro gobernador de Yucatán, relataría más tarde que al oponerse a la esclavitud de los trabajadores de las plantaciones, Pino Suárez había "avivado la llama revolucionaria". A partir de marzo de 1905, Pino Suárez "comenzó a publicar una serie de artículos en los cuales pretendió analizar a fondo el problema de las relaciones laborales en las haciendas henequeneras. Dicha serie, titulada La servidumbre de los campos en Yucatán, constó de seis artículos" y, argumentaba "que los braceros no eran “libres”, como resultado de varias prácticas originadas en tiempos de la Colonia y que mantenían a los indígenas en un estado de degradación." En esos artículos, Pino Suárez describió las mismas condiciones laborales que en 1909 serían descritas por John Kenneth Turner, el períosista estadounidense, en su célebre libro, México bárbaro.  
Si bien la esclavitud había sido prohibida por la Constitución Federal de 1824, los peones vivían en esas condiciones. Se les prohíbia salir de las haciendas en donde laboraban debido a que estaban sometidos a mecanismos de deudas, además de que aquellos que protestaban eran latigados y encarcelados por sus patrones. Pino Suárez señaló que el uso de los azotes era una "práctica...envilecedora" y propuso establecer un salario mínimo para los jornaleros y garantizar su movilidad y su capacidad de buscar empleo en otros sitios y negociar sus condiciones de empleo. Como buen abogado, Pino Suárez señaló que el peonaje en Yucatán, además de ser injusto, violentaba la Constitución Federal de 1857 que prohíbia la esclavitud y garantizaba los derechos de tránsito (artículo 11), educación (artículo 11) y laborales (artículos 3 y 4). En materia de educación, acusó  "al régimen molinista de haberse desentendido de una obligación que consistía en la integración del indígena a la vida pública y promoviendo la instalación de escuelas en las haciendas y que a través de ellas llegara la enseñanza laica obligatoria".
La redacción de Pino Suárez en estos artículos ha sido criticada, ya sea porque difundia una "imagen idealizada del indígena yucateco" o, según los diarios contemporáneos molinistas, porque al interponer los derechos de los indígenas  por encima de los intereses del criollo, mostraba que carecía de "cariño por Yucatán". En el contexto de la Guerra de Castas, aquel conflicto racial entre los mayas  y la población blanca que apenas acababa de concluirse en 1901, esta crítica era particularmente dañina ante los ojos de lectores criollos y mestizos. Si bien Pino Suárez era hijo de padre y madre yucatecos y se había criado, educado y casado en Mérida, los diarios molinistas no desaprovechaban oportunidad alguna para recordarle a sus lectores que había nacido en Tabasco y, por ende, era foráneo. 
El diario también criticó el papel de Olegario Molina es sus dos facetas de gobernante y empresario. “Los funcionarios estatales desconfiaron tanto de las críticas de cualquier tipo que cerraron […] El Peninsular, en octubre, por tener la temeridad de argumentar que Molina no merecía un segundo mandato.” Molina reaccionó ante la crítica, logrando que la oligarquía le retirara su apoyo al diario: "aunque Pino Suárez no sufrió la cárcel, el retiro de suscriptores y anunciantes que impulsaron Manuel Sierra Méndez y Rafael Peón fue un duro golpe que lo obligó a vender El Peninsular, que quedó en manos de sus hermanos políticos; Nicolás y Raymundo Cámara Vales."
Luego de estos hechos, la familia Pino Cámara se retiró de la vida pública, yéndose a vivir por dos años a la Hacienda Polyuc, una remota hacienda azucarera al interior del Estado.

## Vida Política (1909 - 1911)

### Inicios en el Maderismo (1909 - 1910)

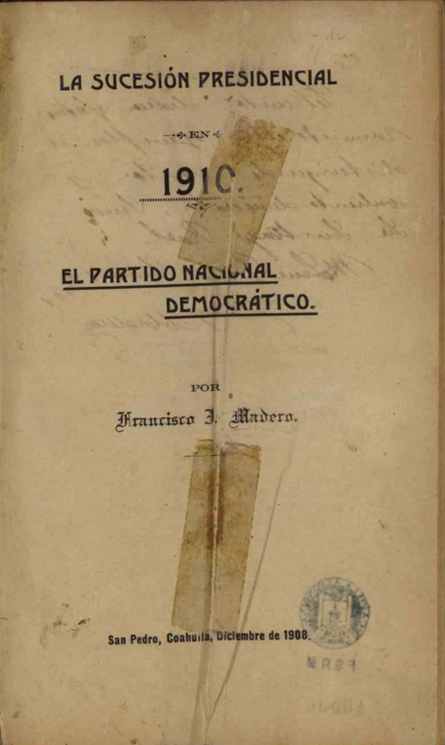
La Sucesión Presidencial en 1910, escrito por Francisco I. Madero, un libro que cambiaría el curso de la historia de México.

En diciembre de 1908, Francisco I. Madero publicó La Sucesión Presidencial en 1910, donde argumentaba a favor de una transición desde la dictadura militar de Porfirio Díaz, quien había gobernado el país durante treinta años, hacia una democracia liberal. Sus seguidores se conocieron como maderistas o antirreeleccionistas debido a su oposición a la reelección de los presidentes mexicanos, una prohibición que aún está vigente en la actualidad. 
Francisco Madero recibió una educación en colegios de élite en Francia y Estados Unidos antes de regresar a México con ideales liberales y progresistas. Provenía de una influyente familia política y empresarial en el norte del país. Su abuelo, Evaristo Madero Elizondo, había ocupado el cargo de gobernador de Coahuila de 1880 a 1884. A pesar de su distanciamiento del presidente Díaz, logró construir un vasto imperio empresarial que abarcaba sectores como la viticultura, el algodón, la minería, la banca y otros. De esta manera, la familia Madero se convirtió en una de las cinco más ricas del país, a pesar de la oposición de Díaz.
Durante su exilio en la Hacienda de Polyuc, Pino Suárez recibió una copia de La Sucesión Presidencial en 1910  y cuando se enteró de que Madero llevaría a cabo una gira política en Yucatán viajó entusiastamente a Progreso para conocerle. El encuentro marcó el comienzo de una verdadera amistad entre ellos; "misteriosamente, o quizá lógicamente, el espiritista había congeniado con el poeta."
Apoyando la causa maderista, Pino Suárez fundó y presidió el Club Antirreeleccionista en Mérida, que inicialmente respaldó a Delio Moreno Cantón como candidato a gobernador en las elecciones de 1909. Madero sabía que la candidatura opositora no tendría la oportunidad de derrocar al partido gobernante, que en ese momento estaban encabezado por el gobernador Enrique Muñoz Aristegui, un simple testaferro de Olegario Molina. Sin embargo, creía que la candidatura de Moreno podría establecer las bases necesarias para asegurar el triunfo del antirreeleccionismo en futuras elecciones.
Finalmente, Pino Suárez retiró su apoyo a Moreno Cantón al enterarse de que este había enviado una comisión encabezada por José Vales Castillo (su tío político) a la capital de la República para conferenciar con el presidente Díaz y proponer una lista de candidatos para la gobernatura, de modo que el dictador pudiera elegir como mejor le pareciera. Esta lista incluía a Luis del Carmen Curiel, Alfonso Cámara y Cámara, así como al propio Moreno Cantón, todos "porfiristas activos, aunque más tarde declararían que siempre habían sido antirreeleccionistas de corazón". De esta manera, la oposición al Gobernador Muñoz Aristegui se dividió entre los seguidores de Delio Moreno (morenistas), que negociaron con la dictadura militar para obtener el poder, y los seguidores de Pino Suárez (pinistas), que se negaron a hacerlo.
A través de un evidente fraude electoral, la victoria fue otorgada a Muñoz Aristegui, el candidato oficial. El gobierno estatal reelegido casi de inmediato inició una persecución política contra los candidatos perdedores que los obligó a huir temporalmente del estado.
La administración de Muñoz Arístegui reprimió, exilió y encarceló a muchos de sus opositores políticos. La oposición morenista se movilizó, lo que condujo a la Rebelión de Valladolid. Esto a su vez provocó una reacción aún más violenta por parte del gobierno local contra los rebeldes. Ante esta ola de represión, los morenistas se ocultaron. Mientras tanto, Pino Suárez también se vio obligado a abandonar el estado, estableciéndose en Tabasco.
Dada la situación de violencia y represión en Yucatán, el presidente Porfirio Díaz decidió enviar a un general con experiencia en asuntos de guerra para asegurar el control de la situación. El 11 de marzo de 1911, el gobernador Enrique Muñoz Arístegui fue destituido del poder por el general Luis del Carmen Curiel, cuya candidatura fue respaldada por los morenistas. Los morenistas que habían negociado con la dictadura militar habían obtenido acceso al poder, mientras que los pinistas que se habían negado a hacerlo permanecían en el exilio.

### La Revolución de 1910

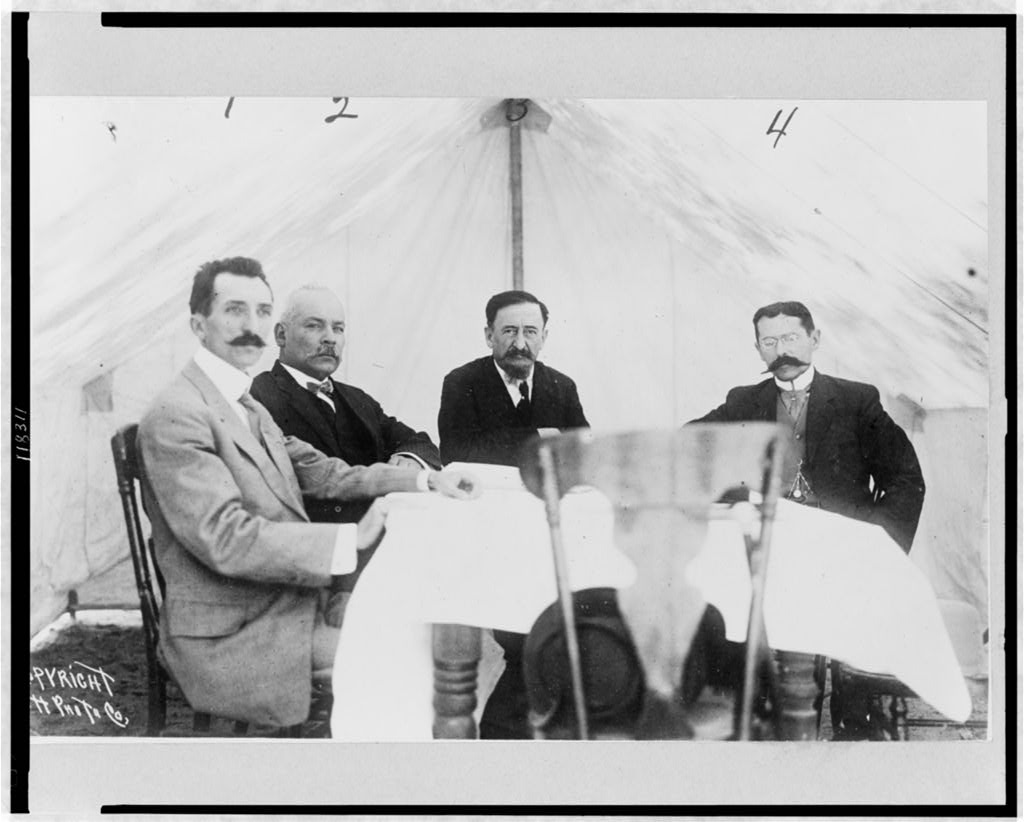
Los Comisionados de Paz (de izquierda a derecha): José María Pino Suárez, Dr. Francisco Vázquez Gómez, Francisco Madero Hernández y Francisco Carvajal, sentados alrededor de una mesa, durante la firma del Tratado de Ciudad Juárez en mayo de 1911.

En junio de 1910, Francisco Madero, candidato a la presidencia de México, fue arrestado durante su campaña en Monterrey. A pesar del amplio apoyo y la presencia de clubes políticos en 22 estados, fue encarcelado en San Luis Potosí, lo que permitió la fraudulenta reelección del dictador. Madero escapó posteriormente y emitió el Plan de San Luis Potosí, denunciando los resultados fraudulentos de las elecciones y llamando a los ciudadanos a tomar las armas. Pino Suárez fue nombrado secretario de Justicia en el gobierno provisional de Madero.

Cuando estalló la Revolución mexicana en noviembre de 1910, Pino Suárez, inicialmente en el exilio en Tabasco, intentó organizar una invasión de la Península de Yucatán, pero fue frustrado por las fuerzas gubernamentales. En medio de noticias alarmantes en México, incluida la huida de Madero a Estados Unidos y rumores de medidas drásticas contra sus correligionarios en Yucatán, Pino Suárez envía a su familia a refugiarse en Tabasco. Ahí, su esposa, María Cámara, se entera de un funcionario amigo de la información confidencial de que Díaz había instruido arrestar a Pino Suárez. Desafiando el peligro, se embarca en una misión para proteger a su esposo:
"De inmediato deja a sus hijos al cuidado de la hermana y parte sola en el primer barco con el propósito decidido de defender al compañero de su vida. Como dramática coincidencia comparte el viaje con los integrantes del grupo militar que va en busca de Pino Suárez; la más tremenda congoja se apodera de su ánimo al pensar que van a llegar a su destino al mismo tiempo, pero no se arredra y logra concebir un plan; la embarcación navegaba por las noches y pasaba el día en los poblados ribereños de su itinerario realizando labores de carga y descarga; en la primera escala baja a tierra y consigue un propio que sale presto caballo llevando el mensaje salvador. El barco continúa su ruta y al llegar a Montecristo el jefe de la escolta se convence de que a Pino Suárez no puede localizársele en esa población, y doña María sabe que su esfuerzo no ha sido vano porque su esposo ha salido de la finca Chablé, es la que se encontraba por unos días rumbo a Guatemala y los Estados Unidos para reunirse con Madero. Tanto el piquete de soldados como ella retornaron conjuntamente otra vez a la capital del Estado, pero doña María, que mantiene la austeridad de su porte, lleva un brillo húmedo y singular en los ojos; Pino Suárez estaba a salvo."

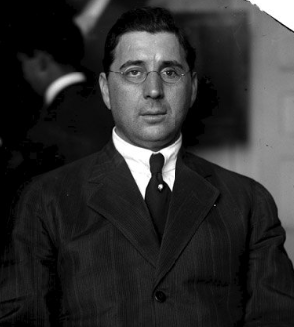
Pino Suárez estableció una sólida amistad con Gustavo Madero y recibió su apoyo incondicional dentro del movimiento maderista.

Pino Suárez cruzó la frontera hacia Guatemala y desde allí inició su viaje a través de las montañas hacia la colonia inglesa de Honduras británica (hoy conocida como Belice). Su objetivo era restablecer el contacto con sus seguidores políticos y obtener suministros para la expedición revolucionaria que había organizado para invadir las costas de Yucatán y Campeche. Finalmente, encontró refugio en San Antonio, Texas, donde entabló una sólida amistad con Gustavo Madero, hermano de Francisco Madero y figura destacada del movimiento maderista, quien a partir de entonces brindó un apoyo incondicional a Pino Suárez.
Desde Texas, los revolucionarios planearon una invasión de México que resultó en la Batalla de Ciudad Juárez, una victoria significativa para los maderistas. Esta victoria condujo a negociaciones con el gobierno federal. Madero nombró a tres representantes para dialogar con el gobierno: Francisco Madero Hernández (su padre), Francisco Vázquez Gómez, y Pino Suárez. Las negociaciones resultaron en el Tratado de Ciudad Juárez en mayo de 1911, marcando el fin del largo gobierno de Porfirio Díaz. El tratado aseguró la presidencia interina de Francisco León de la Barra hasta que se celebraran las Elecciones federales extraordinarias de México de 1911, preservando así el orden constitucional.

### Gobernador de Yucatán

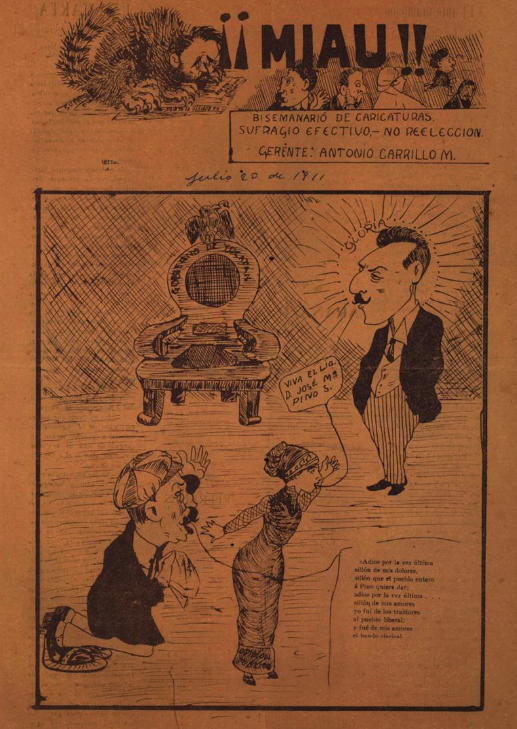
Una caricatura contemporánea muestra a Pino Suárez ojeando el sillón vacío del gobernador de Yucatán. De rodillas, Enrique Muñoz Aristegui, exgobernador, se lamenta: "Adios por la vez última sillón de mis dolores, sillón que el pueblo entero a Pino quiere dar. Adios por la vez ultima sillón de mis amores yo fui de los traidores al pueblo liberal y fue de mis amores el bando clerical."

A mediados de 1911, al triunfo de la revolución maderista, el general Curiel presentó su renuncia al Congreso del Estado, el cual la aceptó y nombró a Pino Suárez gobernador interino de Yucatán el 6 de junio de 1911.
La designación de Pino Suárez provocó fuertes protestas y reacciones violentas entre los simpatizantes de Moreno Cantón, quienes pronto emprendieron “acciones más enérgicas y violentas… los ciudadanos eran despertados con frecuencia por gritos, disparos y explosión de bombas, viendo con asombro cómo quemaban casas de funcionarios o los campos de henequén de los hacendados pinistas. En algunos pueblos incluso fue necesario organizar servicios de vigilancia nocturna y alumbrado público para evitar ataques. Durante el día, los morenistas organizaban mítines y marchas que desfilaban desafiantes por las calles, asaltando simbólicamente el palacio municipal y la comisaría.”
Como gobernador interino del estado, la responsabilidad fundamental de Pino Suárez era convocar a elecciones estatales extraordinarias para elegir un gobernador constitucional ante la vacante provocada por la renuncia del general Curiel. Para no influir en las elecciones en las que sería candidato, Pino Suárez se retiró de la gubernatura en agosto de 1911; el congreso estatal dejó el poder ejecutivo en manos de Jesús L. González quien asumió la gubernatura interina. Ya con Madero a punto de asumir la presidencia de México, decidieron presentarse nuevamente a la lisa electoral los candidatos perdedores de la contienda anterior: Moreno Cantón y Pino Suárez.
Moreno Cantón era sucesor político de su tío, Francisco Cantón Rosado, un exgobernador populista (1898-1902) que había sido cercano al clero y a los sectores populares. El morenismo encabezado por Moreno Cantón eran antielitista y en ocasiones demagógico, encontrando su base de apoyo entre los peones, la clase obrera y los artesanos.
Pino Suárez, por su parte, era el sucesor ideológico de Carlos Peón Machado, un exgobernador de Yucatán (1894-1897), cuyas ideas se basaban en el liberalismo clásico y las ideas de la Revolución francesa y norteamericana, llegando a  ser descrito como un “terrateniente millonario [que] amaba presentarse como una especie de Conde Mirabeau yucateco”. Así, “el pinismo recogía todas las clientelas urbanas y rurales del viejo peoncismo, lideradas por hacendados y hombres de negocios y contaban con la adhesión de parte de los sectores intelectuales de Mérida.” Entre los seguidores de Pino, estaban Humberto Carlos Peón Suárez, hijo de Peón Machado, quien en 1911 fue electo regidor del Ayuntamiento de Mérida, eligiéndose como alcalde maderista a Fernando Solís León.
Aunque Pino Suárez se había iniciado en la política para abolir el peonaje y por convicción en los ideales democráticos de Madero, no entendía la política como una contienda de popularidad como sí lo hacía Moreno Cantón, que siempre había mostrado tintes de oportunismo político. Pese a ser sobrino de un exgobernador porfírista,  Moreno Cantón no tenía empacho en presentarse como defensor del pueblo: un candidato antisistema, opuesto a la oligarquía gobernante. Pino Suárez no presentó una plataforma igual de radical, se limitaría a ser un liberal reformador. Su entorno le aconsejaba actuar con moderación: su propia familia había pertenecido a las élites liberales que gobernaban el país desde la Guerra de Reforma mientras que su familia política descendía de la conservadora aristocracia terrateniente de la Nueva España. 

La cercanía de Pino Suárez a las clases gobernantes han sido duramente criticadas por no estar en consonancia con los valores revolucionarios, llegando a señalarse que:

“debe recordarse, por cierto, que por entonces los grandes propietarios rurales que habían formado parte del antiguo régimen y sustentaban el sistema tradicional (oligárquico), permanecían vigentes; sus vínculos incluían a los dirigentes del maderismo local, quienes mantenían posiciones más moderadas – diríase conservadoras – que en otras entidades. De hecho, la esposa de Pino Suárez, María Cámara Vales, era hija de familias de hacendados con amplios recursos económicos, que habían mantenido mucha cercanía con el antiguo régimen: Raymundo Cámara Luján y Carmen Vales Castillo. Incluso, uno de los hermanos de María (Nicolás) sería gobernador del estado un año más tarde.”
Pese la crítica, Pino Suárez logró que en Yucatán la oligarquía molinista cambiara de bando y le respaldara, cosa que no lograría Madero en la capital con la oligarquía porfirista:
Pino Suárez manifestó sus tendencias conservadoras al mantener íntegra la estructura del poder anterior mediante el pacto con las familias más poderosas de la oligarquía yucateca [...] reprobando públicamente la propaganda “subversiva” morenista que, alborotando a los peones, se hacía responsable del posible estallido de una Guerra de Castas: “los jornaleros de nuestros campos han sido soliviantados imprudentemente por agentes de un partido político poco escrupuloso [el morenista, el cual] creó […] un estado de insurrección que amenazaba degenerar en una guerra de las razas”. Esta actuación poco “revolucionaria” de Pino Suárez ganó a la causa maderista a la gran mayoría de las familias de la élite económica del estado. Los que eran molinistas se hicieron maderistas, y lo mismo pasó con los antiguos partidarios “liberales” del ex gobernador Carlos Peón, inactivos políticamente desde la crisis de 1897 [...] Al pinismo se pasaron los Cámara, Medina, Vales, Espejo, Castellanos, Escalante, Manzanilla y Peniche. La defección de la poderosa familia Peniche, de Espita, que había sido fiel partidaria del régimen de Molina, es el ejemplo de la actitud que asumió la mayoría de los grupos acaudalados del estado. Un ex militante morenista relató: “en el pueblo de Montejo los que estaban con Porfirio Díaz, con Enrique Muñoz Aristegui […] se viraron y se fueron a favor de Pino Suárez […] En mi pueblo la familia Quijano, que era porfirista, se pasó a las filas de Pino Suárez, al igual que todas las familias ricas del estado”.

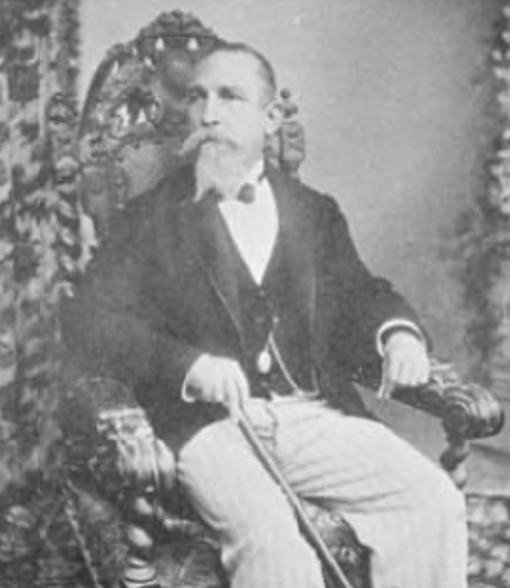
Pino Suárez fue el sucesor político de Carlos Peón Machado, gobernador de Yucatán entre 1894 y 1897. Peón Machado era un acaudalado terrateniente que creía en el liberalismo clásico y basaba su pensamiento en la Revolución francesa y norteamericana.

Aunque todo parecía indicar que Delio Moreno sería ganador de la contienda electoral por su abrumadora popularidad, el triunfo favoreció a Pino Suárez, quien asumió la gubernatura constitucional de Yucatán el 17 de octubre de 1911.  
Pese a la derrota de Moreno Cantón, el morenismo ha influido fuertemente en el socialismo regional: "si se analizan en detalle los datos electorales, además se pueden evidenciar dos coincidencias: primero, la que existía entre las regiones morenistas y las regiones más católicas del estado. Segundo, estas mismas regiones coinciden con las dominadas por el Partido Socialista de Yucatán, a partir de 1920. Esto no puede sorprender si consideramos que la mayoría de los socialistas, comenzando con Felipe Carrillo Puerto, fueron en principio militantes de [Moreno]. Entre la tradición católico-popular yucateca y el génesis del socialismo regional existe, sin duda, una relación estrecha."
En su breve período como gobernador, Pino Suárez se propuso reformar liberalmente el Código penal que anteriormente había sido diseñado, bajo el antiguo régimen, para restringir los derechos fundamentales. El 15 de noviembre de 1911, poco después de asumir la gubernatura, Pino Suárez pidió licencia indefinida para asumir el cargo de vicepresidente para el que había sido elegido, acudiendo al llamado que tiempo más tarde le costaría la vida. 
En Yucatán, mientras tanto, el congreso estatal designó como gobernador a Nicolás Cámara Vales, cuñado de Pino Suárez, contra quien Delio Moreno se rebeló el mismo año de 1911, iniciando un movimiento infructuoso desde la población de Opichén. Obligado a salirse del estado, Moreno Cantón se unió en el norte con las fuerzas de Pascual Orozco. Más tarde, apoyaría el golpe militar encabezado por el general Victoriano Huerta en contra del gobierno maderista.

### Elecciones Federales de 1911

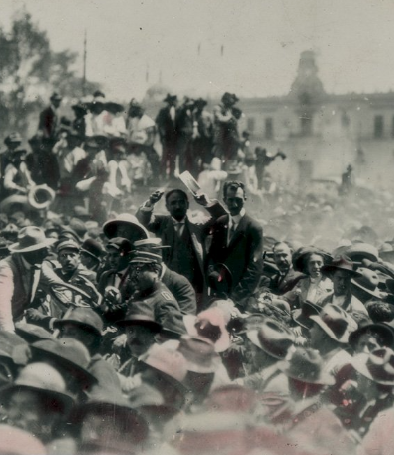
Madero y Pino Suárez llegaron a la Ciudad de México en julio de 1911, siendo aclamados por cientos de miles de seguidores. Al amanecer, un terremoto en Michoacán registró una magnitud en la escala de Richter de 7.8 y se sintió en la capital. Después de ello, una rima popular circuló por toda la ciudad: "el día que llegó Madero, hasta la tierra tembló."

El 9 de julio de 1911, Madero lanzó un manifiesto creando el Partido Constitucional Progresista (PCP) que reemplazó al Partido Nacional Antirreeleccionista (PNA) ya que, habiendo derrotado al presidente Díaz y modificado la Constitución para prohibir que los presidentes mexicanos se reeligieran, ya no tenía sentido luchar por la antirreelección. El 27 de agosto, los delegados del PCP se reunieron en el Teatro Hidalgo para decidir quién ocuparía la candidatura a la presidencia, decidiendo por unanimidad a favor de Madero. Seguidamente, el 2 de septiembre, se llevó a cabo la elección del candidato a la vicepresidencia de la República, compitiendo Pino Suárez contra Francisco Vázquez Gómez, Alfredo Robles Domínguez y Fernando Iglesias Calderón. Madero se había declarado públicamente a favor de la elección de Pino Suárez.

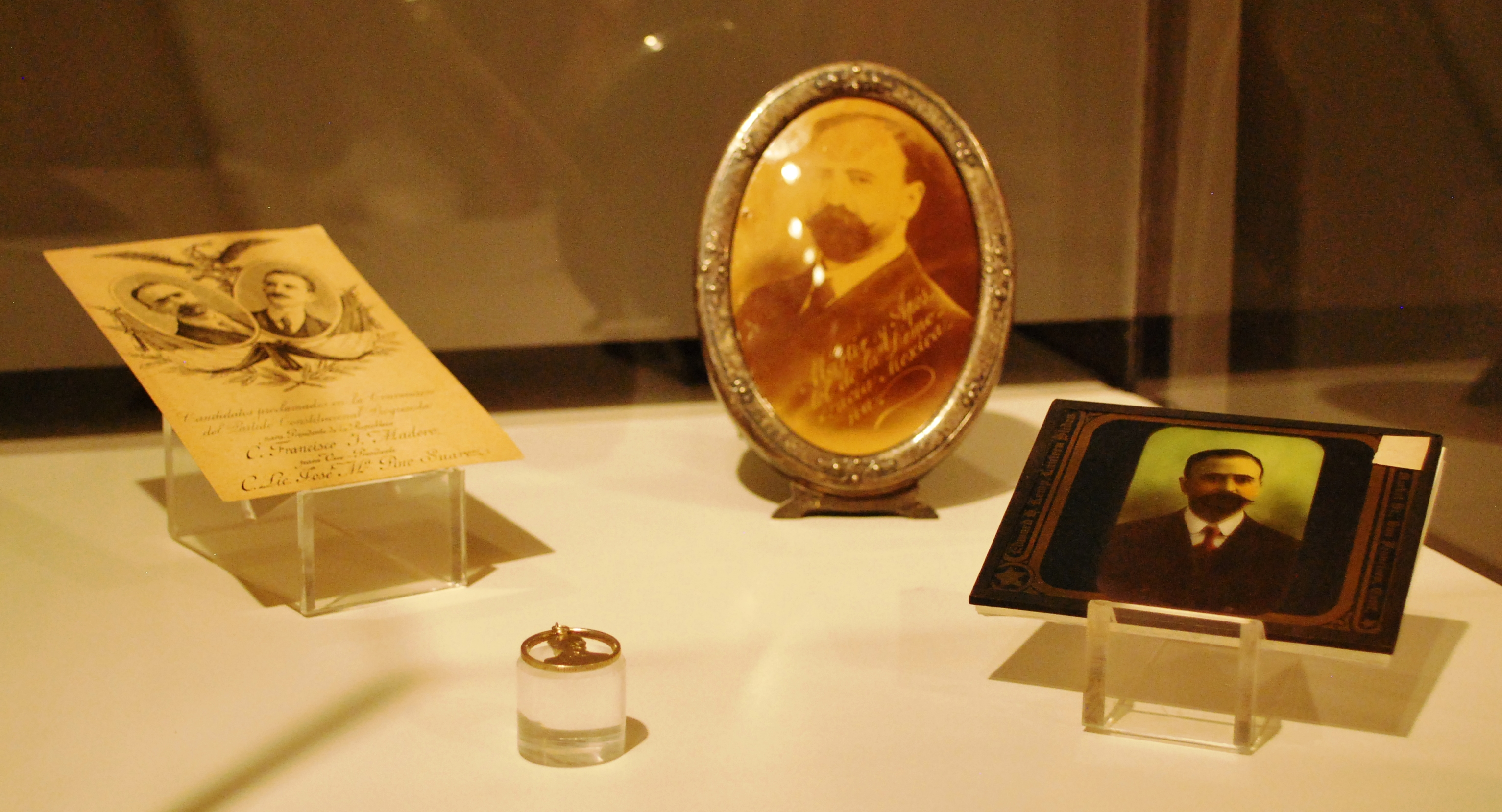
Algunos objetos de la campaña presidencial Madero-Pino Suárez.

La votación la ganó Pino Suárez con 876 votos frente a los 469 de Francisco Vázquez Gómez. Sin embargo, inmediatamente hubo desacuerdo por parte de “algunos de los elementos vazquistas…[in]conformes con el resultado de la votación…[se] propuso que se lanzara un nuevo candidato de transacción, que podría ser el licenciado Federico González Garza proposición que fue rechazada por la Asamblea.”
Francisco Vázquez Gómez no aceptó la decisión del partido y decidió lanzar su propia candidatura independiente a la vicepresidencia. En tanto, el candidato del Partido Católico era Francisco León de la Barra, entonces presidente interino de la República. El 26 de septiembre, Madero y Pino Suárez llegaron a la Ciudad de México en plena campaña presidencial y “una multitud llenó los andenes de la estación de San Lázaro para recibirlos.”
Las elecciones federales extraordinarias de 1911 han sido recordados cómo “pacíficas e incuestionablemente... entre las más limpias, entusiastas y democráticas de la historia de México; incluso la prensa de la oposición las calificó cómo 'libres y espontáneas.'”
Las elecciones primarias se realizaron el 1 de octubre de 1911 y las elecciones secundarias del día 15. Madero "ganó con bastante margen la presidencia de la República. La verdadera lucha fue entre los candidatos a la vicepresidencia.” Después de una reñida competencia, Pino Suárez triunfó con el 52,79% del voto popular. El 2 de noviembre de 1911, de conformidad con la Constitución de 1857, se reunió como colegio electoral el Congreso de la Unión para certificar las elecciones populares; se declaró el triunfo de Madero y Pino Suárez. Para la vicepresidencia de la República, Pino Suárez obtuvo 10.254 votos frente a los 5.564 obtenidos por León de la Barra y los 3.374 obtenidos por Vázquez Gómez. Tres días después se publicó la proclama que reconocía el triunfo electoral de Madero y Pino Suárez, quienes gobernarían por el quinquenio entre 1911 y 1916.

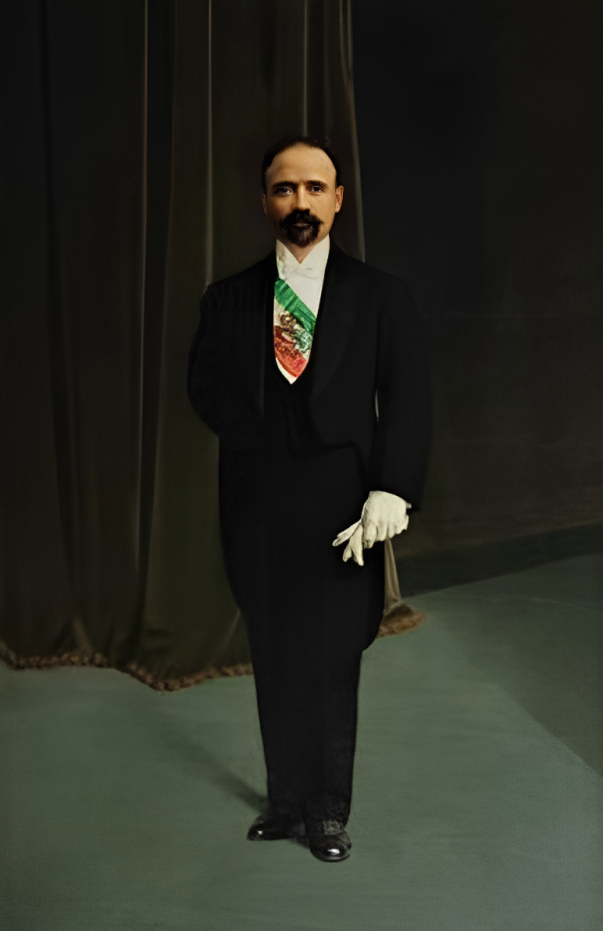
Francisco I. Madero, presidente de México entre 1911 y 1913; es recordado como el apóstol de la democracia.

|  | 52.79 % |

|  | 28.67 % |

|  | 17.38 % |

|  | 0.89 % |

|  | 0.12 % |

|  | 100.00 % |

## Vicepresidente de México (1911 - 1913)

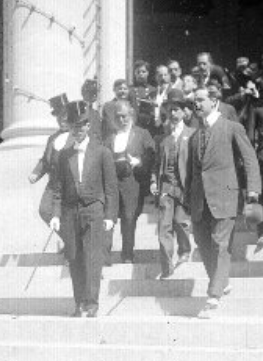
El vicepresidente Pino Suárez abandona la Cámara de Diputados tras rendir la protesta de ley como vicepresidente de la República en noviembre de 1911

### Primer Gobierno de Madero (1911 - 1912)
El 18 de noviembre, Pino Suárez llegó a la Ciudad de México en tren. En la mañana del 23 de noviembre, en el pleno de la Cámara de Diputados y ante su presidente, Manuel Levy, prestó juramento de cargo; los diarios de la época informaron que Pino Suárez “se emocionó a tal grado que cambió algunos de los términos de ella.”  Luego del acto, fue escoltado por dos regimientos de gendarmería montada hasta Palacio Nacional donde se encontraba el presidente Madero, quien, acompañado de su gabinete, recibió al vicepresidente a quien le dirigió las siguientes palabras:
Acabáis de protestar guardar y hacer guardar la Constitución y sé porque os conozco que vuestra protesta es sincera y cumpliereis con ella. El triunfo de vuestra candidatura es una garantía para el porvenir porque demuestra la cordura, inteligencia y patriotismo del pueblo mexicano con la manifiesta intención de ayudarme en la ardua tarea que me impuso con el cargo más alto de la República. Poner a mi lado para que colabore conmigo y me substituya en caso de que llegue a faltar un hombre de la energía de usted para defender los intereses del pueblo. En Ciudad Juárez, vos dijisteis en determinado momento: “¿Cómo es posible que a un hombre que ha prestado tan eminentes servicios a la República, lo abandonemos en este momento supremo? ¡Es posible que él se hunda y vaya a un abismo, pero es nuestro deber acompañarlo, porque tal determinación sólo la inspira el más puro amor a la patria!" La suerte ha querido que en lugar de acompañarme al abismo me acompañéis al más alto puesto de la Nación.” 

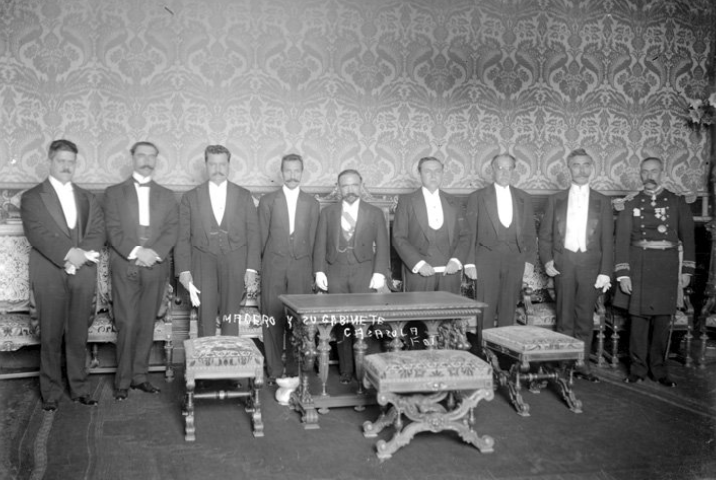
Gabinete del presidente Madero

A los pocos días de la toma de posesión de Pino Suárez, Emiliano Zapata publicó el Plan de Ayala, que pretendía derrocar al gobierno de Madero y lo acusaba de haber hecho del “sufragio efectivo una sangrienta burla al pueblo ya imponiendo contra la voluntad del mismo pueblo, en la vicepresidencia de la República, al licenciado José María Pino Suárez.” 
 

Originalmente, Madero se había pronunciado públicamente a favor de nombrar a Pino Suárez secretario de Gobernación concurrente a la vicepresidencia. Sin embargo, en el primer gobierno de Madero, Pino Suárez no ocupó ninguna cartera ministerial, lo que llevó al historiador José C. Valadés a concluir que en ese momento su influencia política era limitada. El primer gabinete de Madero estuvo plagado de problemas: 

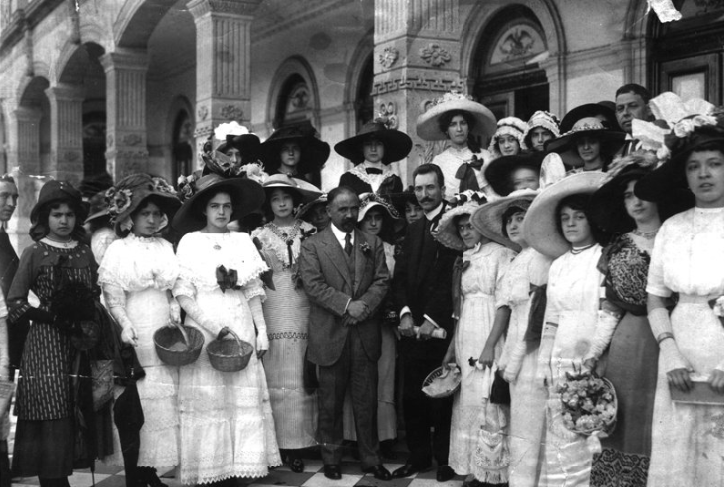
El presidente Madero y el vicepresidente Pino Suárez reciben a sufragistas en el Castillo de Chapultepec, entonces residencia presidencial.

“El gabinete se formó con una mayoría conservadora y una minoría revolucionaría. Esta situación generó serios problemas en la administración pues todos los intentos de reforma se vieron obstaculizados por los ministros conservadores apoyados por algunos miembros de la burguesía, como el propio padre de Madero, y por el sector reaccionario de la prensa cuyos ataques eran terriblemente virulentos" 

### Segundo Gobierno de Madero (1912 - 1913)

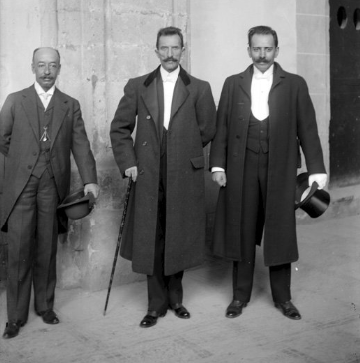
Pino Suárez (al centro) se hace cargo de la Secretaría de Educación, despidiéndose de su predecesor Miguel Díaz Lombardo (a la derecha) quien partía hacía París en calidad de embajador. A mano izquierda de Pino Suárez se encuentra Alberto J. Pani, subsecretario del ramo.

El 26 de febrero de 1912, el presidente Madero inauguró su segundo gobierno y, como resultado, la influencia política de Pino Suárez aumentó significativamente. Entre los cambios al gabinete, Abraham González Casavantes renunció a la secretaría de Gobernación para asumir la gubernatura de Chihuahua, siendo reemplazado en el cargo por Jesús Flores Magón. Mientras tanto, Pino Suárez fue nombrado secretario de Educación, reemplazando a Miguel Díaz Lombardo, quien sería designado embajador de México en Francia. A recomendación de José Vasconcelos, Pino Suárez nombró a Alberto J. Pani para ocupar la subsecretaría del ramo.  El nombramiento de Pino Suárez era estrátegico ya que la instrucción pública era uno de los pilares clave de la revolución maderista. Al hacerse cargo de la Secretaría, Pino Suárez se enfrentaba a una realidad donde el 68% de la población del país no sabía leer y escribir y "comenzó a mostrar sus simpatías por una educación popular y no sólo por la difusión de la cultura a los círculos de la élite intelectual como hasta entonces se hacía." 
En torno a la educación preparatoria y profesional, quiso eliminar los últimos vestigios del positivismo, ideología basada en las ideas de Auguste Comte, que predicaba el progreso material mediante la manutención del orden social. Adoptada por Gabino Barrera, esta ideología había sido favorecida por los Científicos, los antiguos asesores tecnócratas del porfiriato que ahora formaban parte de la oposición al maderismo. Desde la primera década del siglo XX, el ateneo de la juventud, un grupo de jóvenes intelectuales que incluía a José Vasconcelos, Antonio Caso, Alfonso Reyes, Martn Luis Guzmán, y Pedro Henríquez Ureña, rechazaban la ideología positivista prevaleciente en la educación portfirista y proponían reemplazarla con ideas humanistas. Pino Suárez deseaba implementar esta transición ideológica en la educación nacional. Sin embargo, al intentar modificar el plan de estudios de la carrera de Derecho se enfrentó a la resisentica de los Científicos que, “por el triunfo del movimiento revolucionario de 1910…habían perdido casi todas sus posiciones políticas; la Escuela de Jurisprudencia era una de las pocas importantes – como fuente de aprovisionamiento de “cuadros” políticos – que conservaban y decidieron dar una frontal batalla antes de perderla.” 

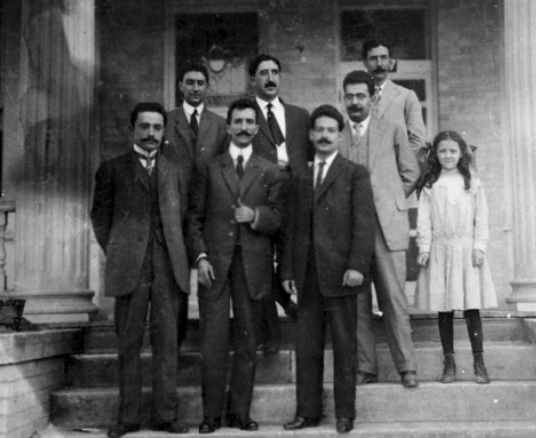
José María Pino Suárez con José Vasconcelos (a su derecha) y Alfonso Madero González (detrás)

Para acabar con el control que el antiguo régimen tenía sobre la Escuela de Jurisprudencia, Pino Suárez nombró a Luis Cabrera como su director, nombramiento que fue recibido con desdén por los estudiantes de Derecho. Las diferencias entre la Secretaría y los estudiantes condujo a la fundación de la Escuela Libre de Derecho, la primera vez que un gobierno mexicano autorizaba que existiera una universidad privada con capacidad de establecer un plan de estudios autónomo de sus decisiones. Una vez derrocado el régimen maderista en 1913, varios profesores de esta nueva institución fueron nombrados a encabezar secretarías de estado en el gobierno de facto encabezado por el general Victoriano Huerta y muchos de sus estudiantes celebraron el cambio de régimen. Muchas de las reformas que intento realizar Pino Suárez en la educación pública, incluyendo el énfasis en la educación popular y la preferencia por ideas humanistas, serían implementadas por Vasconcelos cuando se hizo cargo de la Secretaría en los años veinte.

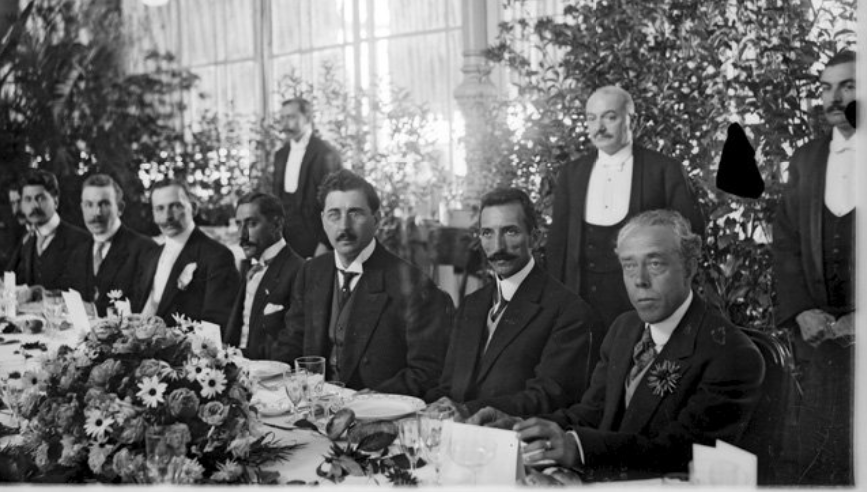
Pino Suárez en un banquete ofrecido en su honor por los diputados del bloque renovador. A su derecha se encuentra Gustavo A. Madero y Juan Sánchez Azcona. Mientras tanto, a su izquierda se encuentra Jesús Urueta

El 9 de abril, Manuel Calero y Sierra renunció a la Cancillería para convertirse en embajador de México en Estados Unidos, siendo sustituido en el cargo por Pedro Lascuráin. La misión de Calero en Washington fue breve; en diciembre se vio obligado a renunciar debido a un bochornoso escándalo: el embajador estaba asesorando a empresas estadounidenses para evadir los nuevos impuestos que había establecido la administración maderista. Luego de renunciar, acusó ante los díarios de la época que “la influencia del vicepresidente Pino Suárez se ha vuelto dominante en la administración.” 

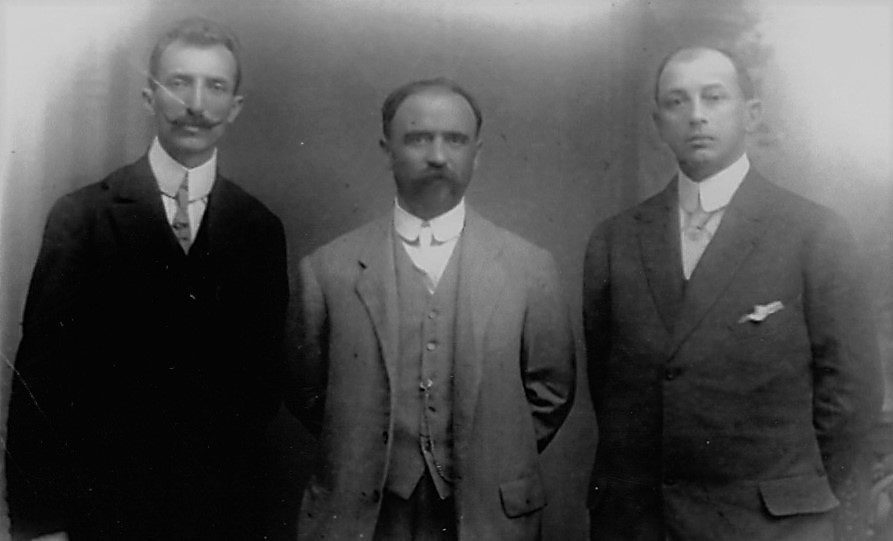
Pino Suárez y Madero retratados con Serapio Rendón

El segundo gobierno de Madero pronto se enfrentó a varios levantamientos en el contexto de la revolución Mexicana: la rebelión de Bernardo Reyes, la revolución orozquista, el crecimiento del zapatismo en Morelos y finalmente el levantamiento de Félix Díaz en Veracruz. Todos estos levantamientos fueron exitosamente sofocados por el gobierno.
Dentro del gabinete, Pino Suárez encabezó el ala liberal del partido maderista (conocido como el bloque renovador) que buscaba volver a los valores liberales y democráticos que había favorecido Madero antes de asumir el poder:
“Por el gabinete de Madero desfilaron personajes de todas las filiaciones, más o menos determinadas; y fue siempre nula, cuando no contraria la tarea que se les impuso de amalgamar a los hombres de la alta representación político, social y económica, en el país. El maderismo, independiente de Madero, y por lealtad a Madero, aunque en contra de Madero, rompía lanzas por el exclusivismo que el gobierno rechazaba y aceptaba: en unos departamentos administrativos conciliador; tesonero e intolerante en otros, y, en todos, con mayoría de subalternos “porfiristas”. Pino Súarez, encausaba la corriente “renovadora” y con un grupo de ministros defendía las tendencias de origen revolucionario que devolviesen al gobierno su índole y su base popular”. 

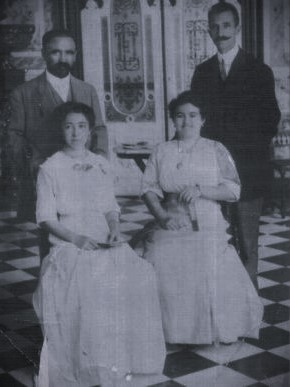
El presidente Madero y el vicepresidente Pino Suárez con sus respectivas esposas, Sara Pérez Romero y María Cámara Vales en la residencia presidencial en el Castillo de Chapultepec.

A partir de febrero de 1912, los maderistas, organizados como el bloque renovador, encabezados en la Cámara de Diputados por Gustavo A. Madero, obtuvieron una mayoría que consistía en casi 100 diputados en el Congreso de la Unión. Entre estos se encontraban políticos de renombre como eran Luis Cabrera, Eduardo Hay, Juan Sánchez Azcona, Luis Manuel Rojas, Isidro Fabela, Pascual Ortiz Rubio, José Inés Novelo, Serapio Rendón, Antonio Ancona Albertos, Roque González Garza, Adrián Aguirre Benavides, Alfonso Cravioto y Félix F. Palavicini, entre otros. Muchos de ellos serían apresados en octubre de 1913 por la dictadura militar de Huerta después de que éste disolviera el Congreso de la Unión. Algunos otros legisladores maderistas, como fue el caso de Serapio Rendón o del senador Belisario Domínguez, serían asesinados por órdenes expresas de Huerta. La mayoría legislativa del bloque renovador era reducida y la oposición estaba mejor organizada, “exageraba la mala situación en el país, entorpecía la acción del ejecutivo y lanzaba duros ataques contra el gobierno…con sus actividades fueron minando el prestigio de Madero a quien tildaban de inepto e ingenuo.” La oposición incluía a importantes exporfiristas, entre ellos el famoso cuadrilátero: Nemesio García Naranjo, José María Lozano, Francisco de Olaguíbel y a quienes a veces se agregó Querido Moheno después de renunciar a pertenecer al grupo gobiernista. Sin embargo, lo ataques más virulentos siempre fueron reservados hacia la figura de Pino Suárez que era inmensamente impopular con la oposición:
Si violento el ataque a [Madero]…más violenta la oposición a Pino Suárez. Ponerlo a diario en solfa y atribuirle defectos que no tenía, constituyó la moda elegante de la época. Y como si el destino hiciese de la vicepresidencia en todas las formas de gobierno, blanco de iras insaciables, Pino Suárez empató sus dolores a los del ya difunto Corral. Entre Madero y el maderismo y los adversarios, de todos los bandos, que lo habrían de crucificar, apuraba su vaso de hiel aguardando a que las desazones y los golpes inclinasen de su lado y a su partido la política vacilante de [Madero]. Después de un delicioso banquete, obsequio de Madero al Cuerpo Diplomático, el proprio Pino Suárez, fumando un rico cigarro de Vuelta Abajo y con la copa de chartreusse entre los dedos, explicábame, en tono de intimidad, su criterio, y recuerdo, como si hubiera sido ahora, sus palabras llenas de fe. 'Nos hallamos – decía – en situación muy crítica; y solo un cambio de métodos podrá evitar la catástrofe; pero el cambio está planteado y el gobierno se apartará de precipicio. Una mano enérgica, una dirección política determinada, concreta, invariable, es cuanto requiere la salud alteradísima del país. Ir hacia los antiguos cómplices de don Porfirio es poner la garganta bajo el hacha del verdugo. Y bajo el hacha del verdugo estamos hoy. No que recomiende persecuciones, atropellos, ni maldades. Yo mantengo el programa de San Luis, que es un homenaje a las leyes y a la libertad y a la civilización. Pero la política de acercamiento al aristócrata, que nos odia y se aleja, nos lanza a los abismos. No somos ahora un gobierno precisamente científico, pero tampoco somos un gobierno popular. Y ésa, la causa de las revueltas y el origen de nuestro abatimiento. Porque administramos entre dos fuegos. No somos adversarios de nadie; pero todo el mundo es adversario nuestro. El presidente ve ya claro en este asunto del cual dependen la vida del gobierno y quizás nuestra propia vida. Tengamos Congreso y pueblo y no nos hacen falta los aristócratas.'”
El 25 de enero de 1913, sólo un mes antes del golpe de Estado, "los diputados renovadores optaron por hablar con el presidente para que tomara conciencia del peligro que se cernía sobre su gobierno y recomendarle que reestructurara su gabinete nombrando a revolucionarios de probada lealtad. Encabezados por José Inés Novelo [secretario particular de Pino Suárez], los diputados se entrevistaron con el presidente, pero Madero desestimó sus propuestas y terminó abruptamente con la reunión." 

### El golpe de Estado de febrero de 1913
En febrero de 1913, México estaba inmerso en una crisis política. Pino Suárez, Gustavo Madero y Luis Cabrera, figuras clave del bloque renovador, se encontraban en desacuerdo con la política conciliadora del presidente Madero hacia las élites porfiristas. Este último grupo incluía a algunos grandes terratenientes, empresarios, políticos y militares que estaban estrechamente vinculados al anterior gobierno y que se habían enriquecido gracias al sistema paternalista y a las políticas económicas promovidas por Díaz:
"El presidente, hace ahora vida social en Chapultepec, y aguarda inútilmente a los aristócratas de la Dictadura que se pondrían, según sus cuentas, a la sombra de las ideas liberales. Una sensación de conjura suspende los ánimos de la deconcertada capital y siniestros augurios, que llegan a oídos de Madero, circulan de extremo a extremo en el descontento casi unánime. A Gustavo, lo manda el gobierno a una embajada en el Japón; y es esta buena prenda, oculta en estuche diplomático, de las discrepancias de criterio con el Apóstol. Pino Suárez, en su fuero interno, anhela dimitir y es un punto que se trata en hermética intimidad. Una de las columnas intelectuales del maderismo, D. Luis Cabrera, embarca al extranjero previendo el terremoto en que ha de hundirse su partido." 
Pino Suárez fue posiblemente el primer miembro de la camarilla de Madero en plantear dudas sobre la lealtad del general Victoriano Huerta. Huerta, un hábil militar reconocido por sus capacidades técnicas en el manejo de la artillería, había participado en la represión de varios levantamientos armados contra el gobierno maderista. Sin embargo, secretamente anhelaba tomar el poder y mantenía conversaciones clandestinas con elementos más reaccionarios dentro del ejército. Al enterarse de las sospechas del vicepresidente, Huerta decidió visitar la residencia privada de Pino Suárez en el paseo de la Reforma para reafirmar su lealtad al gobierno:
"Una tarde, poco antes, Huerta se anunció en la casa de Pino Suárez. El portero lo hizo pasar a la sala; y el vicepresidente, en sus habitaciones, creyó que el objeto de Huerta era el de aprehenderlo. Grande fué su asombro cuando Huerta, abrazándolo, le dijo: 'Señor Pino Suárez: mis enemigos afirman que me voy a sublevar. Y aquí me tiene usted a reiterarle mi adhesión al gobierno'".

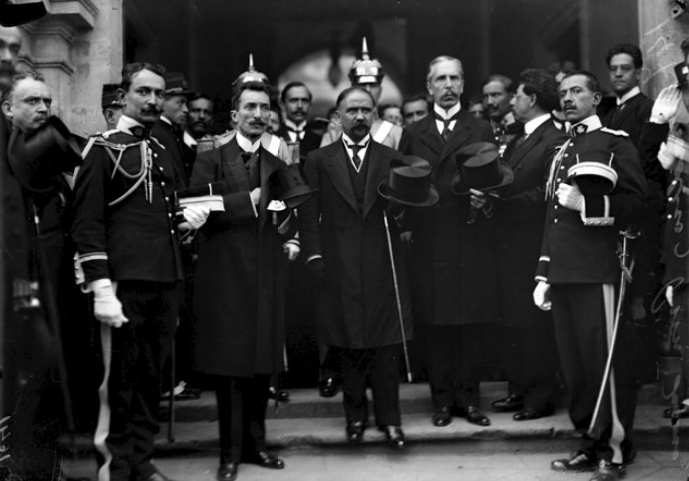
El presidente Madero y el vicepresidente Pino Suárez rodeados por el ejército porfirista que les traicionaría. A la izquierda de Madero se encuentra Pedro Lascuraín, canciller de México.

El 9 de febrero, cuando estalló el golpe que les costaría la vida, Pino Suárez, "desencajado, los ojos fuera de órbitas, y la expresión de sorpresa en la fisionomía, espejo de sus presentimientos", informó de inmediato a Federico González Garza, gobernador del Distrito Federal, sobre el levantamiento militar que encabezaban los generales Bernardo Reyes, Félix Díaz y Manuel Mondragón. Más tarde, Pino Suárez y González Garza se dirigieron al Palacio Nacional, la sede oficial del poder ejecutivo, que ya estaba siendo sitiado por los rebeldes.

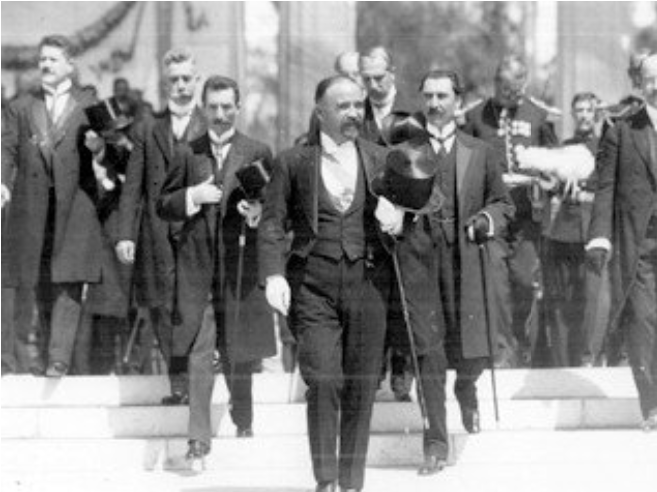
Esta fotografía tomada en febrero de 1913 fue la última aparición pública de Madero y Pino Suárez antes de ser asesinados.

Ese mismo día, después de inspeccionar la batalla que había estallado en el Palacio Nacional, Pino Suárez y González Garza fueron al Castillo de Chapultepec, la residencia presidencial, para informar al presidente Madero sobre los eventos que se estaban desarrollando en el centro de la ciudad. El Palacio Nacional había sido protegido con éxito por el general Lauro Villar, quien permaneció leal al gobierno. González Garza organizó una compañía de cadetes y gendarmes para proteger al presidente y al vicepresidente mientras se dirigían del Castillo de Chapultepec al Palacio Nacional, en una ruta que se recuerda en la historia mexicana como la Marcha de la Lealtad. 
En medio de los combates, el presidente Madero decidió nombrar a Huerta como comandante militar de la Ciudad de México con autoridad para sofocar la insurrección. Tras el fracaso de los rebeldes para tomar el Palacio Nacional, estos se retiraron a La Ciudadela, una fortaleza en el centro histórico de la Ciudad de México. Huerta, en connivencia con los rebeldes, causó daños mínimos a La Ciudadela, mientras infligía daños significativos a otros edificios, especialmente aquellos ocupados por residentes extranjeros, para mostrar la supuesta ineficiencia del gobierno de Madero.
Al igual que Pino Suárez, Gustavo Madero comenzó a cuestionar la conducta de Huerta y decidió arrestarlo por traición. Sin embargo, en un error trágico, Francisco Madero liberó a Huerta y le dio un plazo de 24 horas para capturar La Ciudadela. Poco después, se celebró el Pacto de la Embajada, un acuerdo secreto entre Victoriano Huerta, los militares rebeldes y Henry Lane Wilson, embajador de Estados Unidos en México. Bajo los términos del pacto, las partes se comprometieron a derrocar al gobierno de Madero y establecer un gobierno interino encabezado por Huerta.
Mientras tanto, Madero se había dirigido a Cuernavaca para buscar el apoyo del general Felipe Ángeles, un leal partidario del gobierno de Madero que estaba combatiendo con éxito la rebelión de Emiliano Zapata en Morelos. El presidente Madero planeaba sustituir a Huerta con Ángeles, quien llegaría a la capital con refuerzos
Huerta tenía otras ideas y había invitado a Gustavo Madero a un almuerzo en el centro de la ciudad para discutir los avances militares. Gustavo fue arrestado, brutalmente torturado y asesinado por las fuerzas rebeldes. Ese mismo día, 18 de febrero, las tropas rebeldes lideradas por el teniente coronel Teodoro Jiménez Riveroll irrumpieron en el Salón de Acuerdos de Palacio Nacional donde Madero estudiaba con su gabinete "los medios de proporcionar alimentos a las clases pobres, mientras la lucha se prolongara, sin duda, sosesgado su espíritu, no sólo por la evidencia del triunfo de su Ejército, sino por haberse descartado el problema intervencionista."Jiménez Riveroll intentó arrestar al presidente, al vicepresidente y a los secretarios de estado. El Estado Mayor presidencial protegió al presidente, y uno de sus oficiales, el capitán Gustavo Garmendia, logró matar al coronel Jiménez Riveroll, frustrando ese intento de derrocar al gobierno de Madero.
Una pequeña comitiva, encabezada por el presidente Madero y el vicepresidente Pino Suárez, tenía la intención de dirigirse al patio del Palacio Nacional. En ese momento, Madero solicitó el apoyo de las tropas leales, expresando: "Soldados, quieren aprehender al presidente de la República, pero ustedes sabrán defenderme, porque estoy aquí por la voluntad del pueblo mexicano." Sin embargo, el personal militar estacionado allí se mantuvo al margen mientras el general Aureliano Blanquet arrestaba al presidente, apuntándole con un revólver en el pecho e intimándole a rendirse.
Madero y Pino Suárez, ahora prisioneros de las fuerzas rebeldes, fueron llevados a la intendencia del Palacio Nacional, donde fueron detenidos junto con el general Felipe Ángeles. Similarmente, el gobernador del Distrito y los secretario de Estado "ya estaban presos, apiñados en un garitón." Manuel Bonilla, el secretario de Fomento, fue el único que pudo fugarse.

### Renuncia
Pedro Lascuráin, el secretario de Relaciones Exteriores, actuó como intermediario entre el gobierno derrocado de Madero y el bando rebelde liderado por Huerta. Lascuráin instó a Madero y Pino Suárez a presentar sus renuncias para asegurar sus vidas.
Durante las negociaciones posteriores, Pino Suárez "manifestó con altivez no estar conforme con la razón que se daba como causa de las renuncias, y pretendía que se hiciera constar que lo hacían obligados por la fuerza de las armas." Los intermediarios finalmente convinieron en que la causa sería "obligados por las circunstancias" para evitar un peligro inminente para la vida de ambos funcionarios.
Adicionalmente, Madero y Pino Suárez establecieron condiciones que garantizarían su seguridad y la de sus familias antes de que las renuncias se hicieran efectivas. Exigieron que las renuncias no se presentaran al Congreso hasta que ellos, junto con sus familias, hubieran embarcado en un buque proporcionado por el gobierno de Cuba para conducirlos al exilio. Lascuráin desobedeció las órdenes del presidente y presentó ambas renuncias ante el Congreso.
El Congreso aceptó las renuncias en un intento de salvar las vidas de Madero y Pino Suárez. Sin embargo, esto allanó el camino para que Huerta asumiera el poder. Lascuráin, nombrado presidente interino por unos minutos, nombró a Huerta como secretario de Gobernación y, por ministerio de ley, su sucesor en la silla presidencial. A pesar de los esfuerzos de diplomáticos y familiares, Madero y Pino Suárez nunca pudieron exiliarse, y la nueva administración encabezada por Huerta no cumplió con su palabra de garantizar su seguridad.

Poco antes de su muerte, Pino Suárez se lamentó con el embajador de Cuba, Manuel Márquez Sterling:
Qué les he hecho para que intenten matarme? La política sólo me ha proporcionado angustias, dolores, decepciones. Y créame usted que sólo he querido hacer el bien. La política al uso es odio, intriga, falsía, lucro. Podemos decir, por tanto, el señor Madero y yo, que no hemos hecho política, para los que así la practican. Respetar la vida y el sentir de los ciudadanos, cumplir leyes y exaltar la democracia en bancarrota, ¿es justo que conciten enemiga tan ciega, y que, por eso, lleven al cadalso a dos hombres honrados que no odiaron, que no intrigaron, que no engañaron, que no lucraron?

## Asesinato
Después de que un exitoso golpe militar los destituyera del poder, Francisco Madero y José María Pino Suárez se encontraron confinados en el Palacio Nacional. En las primeras horas del 22 de febrero, fueron trasladados al Palacio de Lecumberri bajo el pretexto de proporcionarles un alojamiento seguro mientras el gobierno militar deliberaba sobre su destino.
Al llegar a Lecumberri, el cabo Francisco Cárdenas, miembro de los Rurales, ordenó a Madero que saliera del vehículo. Cuando Madero se negó, Cárdenas le disparó fatalmente en la cabeza. Simultáneamente, el teniente Rafael Pimienta disparó múltiples veces a Pino Suárez, causándole trece heridas de bala y provocando su muerte.
María Cámara Vales, viuda de Pino Suárez, quiso ir a identificar el cuerpo de su marido, pero fue convencida por familiares y amigos de que no "sufriría la tortura de verlo". Fue Alfredo Pino Cámara, su hijo mayor, entonces sólo un adolescente de catorce años, que "examinó con horror los rasgos hinchados de su padre y la tira de cartón, atada con una venda, que mantenía unido el cráneo desmembrado".
Este magnicidio se llevó a cabo por órdenes explícitas del general Victoriano Huerta y su gabinete. Sin embargo, el gobierno intentó encubrir los hechos, afirmando que Madero y Pino Suárez habían muerto mientras intentaban escapar durante un supuesto intento de rescate por parte de sus seguidores. La versión oficial fue recibida con escepticismo, tanto en México como en el ámbito internacional. 
La opinión pública en los Estados Unidos se vio profundamente conmocionada por los asesinatos, y el gobierno de William Howard Taft se negó a reconocer el régimen del general Victoriano Huerta, quien asumió el poder después de la caída de Madero. Su sucesor, Woodrow Wilson, había simpatizado con Madero y brindó apoyo a las fuerzas constitucionalistas lideradas por Venustiano Carranza, lo que finalmente condujo a la caída de Huerta en agosto de 1914.Algunas potencias europeas, China y Japón ofrecieron reconocimiento de facto al gobierno de Huerta, aunque este reconocimiento no fue universal. Por otro lado, la gran mayoría de los países latinoamericanos, con la excepción de Guatemala, siguieron el liderazgo de los Estados Unidos y se abstuvieron de reconocer el gobierno de Huerta.
Jesús Silva Herzog, historiador y economista, describió al asesinato de Madero y Pino Suárez como un "horrendo crimen...el segundo más abominable crimen político de la historia mexicana después del sacrificio de Cuauhtémoc." 

## Reconocimientos

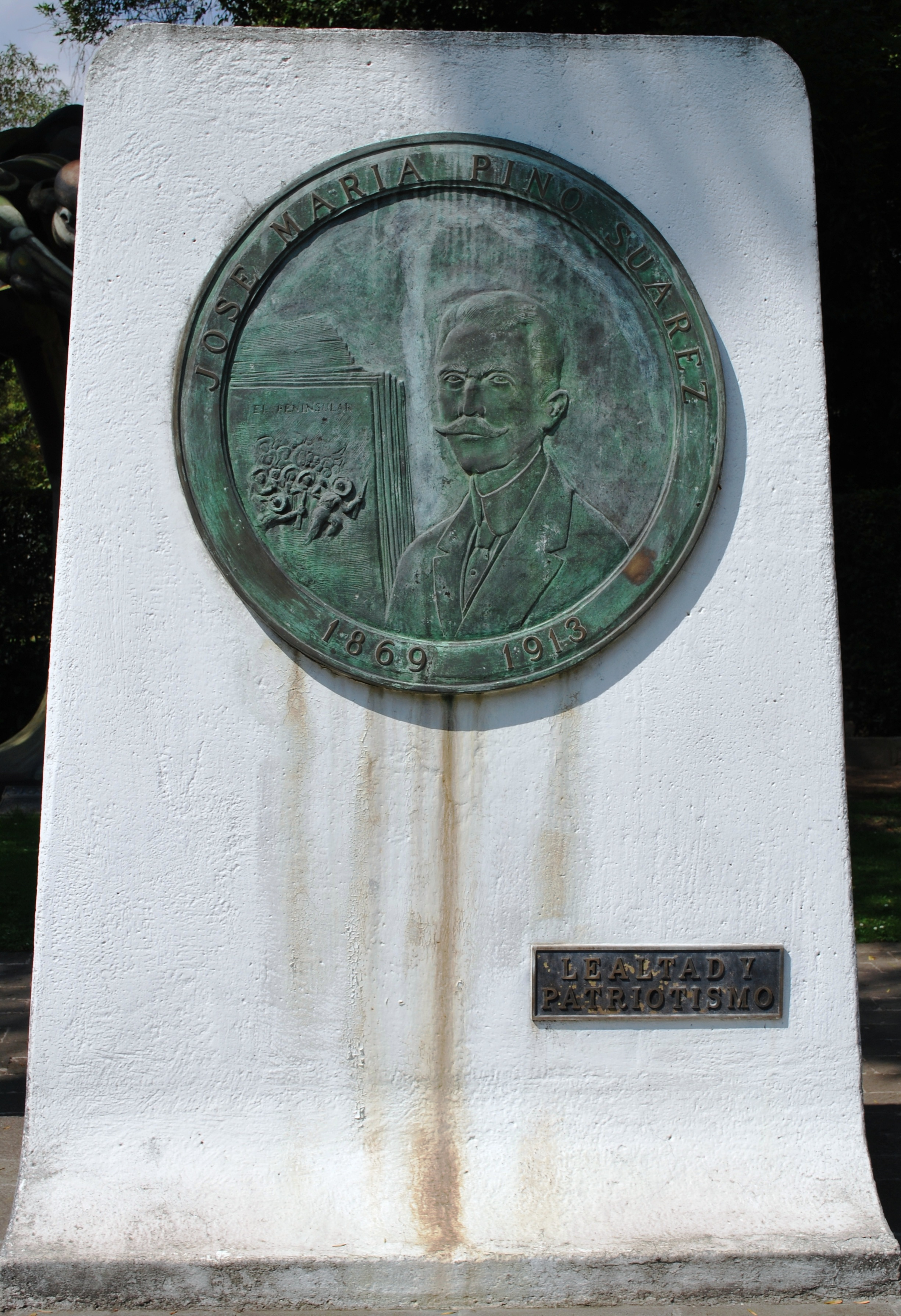
Sepulcro de Pino Suárez en la Rotonda de las Personas Ilustres.

En 1915 por decreto del H. Congreso del Estado de Tabasco, Tenosique, la ciudad natal de José María Pino Suárez, fue elevada a la categoría de ciudad con el nombre de Tenosique de Pino Suárez en honor al gran político tabasqueño, y a la entrada de la ciudad, fue colocada una estatua en su memoria.

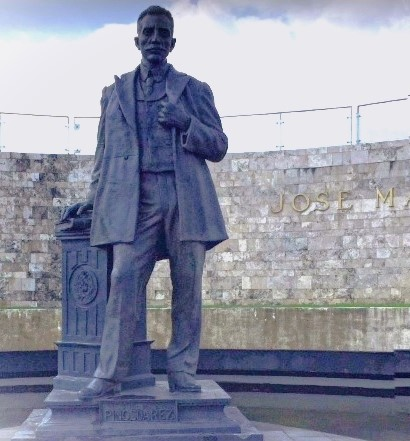
Monumento a Pino Suárez

En la Capital del Estado de Tabasco, Villahermosa, hay una estatua de José María Pino Suárez, con la leyenda:"El Pueblo de Tabasco al Caballero de la Lealtad". Está situada en el anexo de la Plaza de Armas frente al malecón de la ciudad. Igualmente una de las principales avenidas del centro de la ciudad y de muchas ciudades tabasqueñas llevan su nombre, el cual también está escrito en letras de oro en el Salón de Sesiones del H. Congreso de Tabasco.
En la Ciudad de México una de las principales calles del centro histórico de la ciudad, así como una de las más importantes estaciones del Sistema de Transporte Colectivo (METRO) llevan su nombre.
En 1969, María Cámara Vales, viuda de Pino Suárez, recibió la Medalla Belisario Domínguez del Senado de la República, reconociendo el sacrificio que la pareja había realizado por el país.
En noviembre de 1986, el presidente Miguel de la Madrid ordenó el traslado de los restos mortales de José María Pino Suárez con  honores militares a la Rotonda de las Personas Ilustres, sitio que honra a quienes se considera han exaltado los valores cívicos y nacionales de México.
En 2010, en el centenario de la Revolución Mexicana, el Banco de México ordenó acuñar una moneda de cinco pesos que llevaba el retrato de José María Pino Suárez. Se acuñaron monedas similares con la imagen de Francisco I. Madero, Álvaro Obregón, Venustiano Carranza, Pancho Villa, Emiliano Zapata y otros importantes líderes revolucionarios.